# John D. Rockefeller
John Davison Rockefeller Sr. (8 tháng 7 năm 1839 – 23 tháng 5 năm 1937) là một doanh nhân, nhà từ thiện và tỷ phú người Mỹ. Ông được coi là người Mỹ giàu có nhất mọi thời đại, và người giàu nhất trong lịch sử hiện đại.
Rockefeller sinh ra trong một gia đình đông con ở ngoại ô New York, họ đã chuyển đi nhiều lần trước khi định cư ở Cleveland, Ohio. Ông trở thành trợ lý kế toán năm 16 tuổi và bắt đầu có vài quan hệ đối tác kinh doanh từ năm 20 tuổi, tập trung kinh doanh vào lĩnh vực lọc hóa dầu. Rockefeller thành lập Standard Oil vào năm 1870. Ông điều hành nó cho đến năm 1897, và vẫn là cổ đông lớn nhất của công ty.
Sự giàu có của Rockefeller tăng vọt khi dầu hỏa và xăng dầu ngày càng trở nên quan trọng, từ đó ông trở thành người giàu nhất đất nước, kiểm soát 90% tổng lượng dầu ở Hoa Kỳ vào thời kỳ đỉnh cao. Dầu mỏ đã được sử dụng trên khắp đất nước như một nguyên liệu thắp sáng cho đến khi có điện, và làm nhiên liệu sau khi phát minh ra ô tô. Hơn nữa, Rockefeller đã có được ảnh hưởng to lớn đối với ngành đường sắt chuyên vận chuyển dầu của ông đi khắp đất nước. Standard Oil là sự tin tưởng kinh doanh lớn đầu tiên ở Hoa Kỳ. Rockefeller đã cách mạng hóa ngành dầu khí và thông qua các đổi mới công nghệ và công ty, công cụ giúp phổ biến rộng rãi và giảm đáng kể chi phí sản xuất dầu. Công ty và hoạt động kinh doanh của ông bị chỉ trích, đặc biệt là trong các bài viết của tác giả Ida Tarbell.
Tòa án Tối cao đã ra phán quyết vào năm 1911 rằng Standard Oil phải bị giải thể vì vi phạm đạo luật chống độc quyền của liên bang. Công ty tách ra thành 34 đơn vị riêng biệt, bao gồm các công ty đã trở thành ExxonMobil, Tập đoàn Chevron và những công ty khác — một số vẫn có mức doanh thu cao nhất trên thế giới. Cuối cùng, tổng giá trị các bộ phận riêng lẻ của công ty có giá trị hơn toàn bộ công ty khi nó là một thực thể - vì cổ phiếu của những bộ phận này tăng gấp đôi và gấp ba giá trị trong những năm đầu. Do đó, Rockefeller trở thành tỷ phú đầu tiên của đất nước, với khối tài sản trị giá gần 2% nền kinh tế quốc gia lúc bấy giờ.
Giá trị tài sản ròng đạt đỉnh được ước tính là 418 tỷ đô la Mỹ (tính theo đô la năm 2019; đã điều chỉnh lạm phát) vào năm 1913. Tài sản cá nhân của ông ước tính khoảng 900 triệu USD vào thời điểm năm 1913, gần bằng 3% GDP của Hoa Kỳ là 39,1 tỷ USD năm đó.
Rockefeller đã dành phần lớn thời gian trong 40 năm cuối đời để nghỉ hưu tại Kykuit, điền trang riêng của ông ở Quận Westchester, New York, xác định cấu trúc của hoạt động từ thiện hiện đại, cùng với các nhà công nghiệp chủ chốt khác như ông trùm thép Andrew Carnegie.  Tài sản của ông chủ yếu được sử dụng để tạo ra cách tiếp cận hiện đại một cách có hệ thống đối với hoạt động từ thiện có mục tiêu thông qua việc thành lập các quỹ có ảnh hưởng lớn đến y học, giáo dục và nghiên cứu khoa học.  Các tổ chức của ông đã đi tiên phong trong phát triển nghiên cứu y học và là công cụ trong việc tiêu diệt gần như tận diệt giun móc và sốt vàng ở Mỹ.
Rockefeller cũng là người sáng lập Đại học Chicago và Đại học Rockefeller và đã tài trợ cho việc thành lập Đại học Trung tâm Philippine ở Philippines.  Ông là một người sùng đạo Baptist phương Bắc và ủng hộ nhiều tổ chức dựa trên đạo. Ông hoàn toàn kiêng rượu và thuốc lá trong suốt cuộc đời của mình. Khi cần những lời khuyên ông sẽ tìm đến vợ mình, Laura Spelman Rockefeller, người đã sinh cho ông năm người con.
Ông cũng là một giáo dân trung thành của Nhà thờ Baptist Street Erie, dạy trường Chúa nhật, và từng là người được ủy thác, thư ký, và thỉnh thoảng là người gác cổng. Tôn giáo là động lực dẫn lối trong suốt cuộc đời ông và ông tin rằng đó là nguồn gốc thành công của mình. Rockefeller cũng được coi là người ủng hộ chủ nghĩa tư bản dựa trên quan điểm của chủ nghĩa xã hội của , và ông có câu châm ngôn rằng, "Sự phát triển của một doanh nghiệp lớn  là sự sống còn của những người phù hợp nhất".

## Tiểu sử
John Davison Rockefeller được sinh ra tại thị trấn Richford, Quận Tioga, New York, Hoa Kỳ. John là con thứ hai của ông William Avery "Bill" Rockefeller, một tay lừa đảo và bà Eliza Davison. Cậu có một chị gái tên là Lucy và bốn người em: William Jr., Mary, và cặp song sinh Franklin (Frank) và Frances. Cha cậu có gốc Anh và Đức, còn người mẹ gốc Ulster Scot.

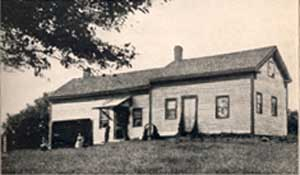
Nơi sinh của Rockefeller tại Richford, New York, Hoa Kỳ.

Cha của John ban đầu là một người tiều phu và sau đó là một người bán hàng rong tự nhận mình là "bác sĩ thực vật", rao bán các "thuốc tiên dược", được người dân địa phương quen  là "Big Bill" và "Devil Bill".Không bị hạn chế bởi những đạo đức thông thường, ông ta sống lang thang và không thường xuyên trở về với gia đình. Trong suốt cuộc đời mình, Bill khét tiếng với những âm mưu mờ ám. Giữa khoảng thời gian vợ sinh ra Lucy và John thì Bill cùng với tình nhân và quản gia Nancy Brown có một cô con gái tên là Clorinda nhưng chết yểu. Còn khoảng thời gian sinh John và William Jr., Bill và Nancy có một cô con gái Cornelia.
Bà Eliza làm nội trợ và một tín đồ Báp-tít sùng đạo, người đã cố gắng để duy trì sự ổn định của gia đình, vì người chồng bỏ nhà đi trong thời gian dài. Bà cũng nêu ra sự dối trá và cuộc sống hai mặt của người chồng, bao gồm cả thói trăng hoa. Bản chất bà rất tiết kiệm theo nhu cầu, và bà đã dạy con trai mình rằng "sự lãng phí có chủ đích là nguồn cơn của những phiền muộn".
Cậu bé John làm những công việc nhà thường ngày và kiếm thêm tiền bằng việc nuôi gà tây, bán khoai tây và kẹo và cuối cùng cho hàng xóm vay một khoản tiền nhỏ. Cậu đã làm theo lời khuyên của cha mình là "đổi món lấy đĩa" và luôn có được phần hơn trong bất kỳ thương vụ nào. Người cha của ông từng khoe khoang, "Tôi lừa mấy đứa con trai của mình mỗi khi có cơ hội. Tôi muốn làm cho tư duy chúng trở nên sắc sảo." Tuy nhiên, người mẹ có ảnh hưởng nhiều hơn trong quá trình trưởng thành của các con và hơn thế nữa, cậu ngày càng xa cách cha mình khi cuộc đời của bản thân ngày một thăng tiến.  Sau này, John nói: "Ngay từ đầu, tôi được dạy để chăm chỉ, tiết kiệm và biết cho đi."
Khi cậu còn nhỏ, gia đình này chuyển đến Moravia, New York, và đến Owego, New York, vào năm 1851, nơi John theo học tại Học viện Owego. Năm 1853, gia đình lại chuyển đến Strongsville, Ohio, và cậu theo học tại trường Trung học Trung tâm Cleveland, trường trung học đầu tiên ở Cleveland và là trường trung học công lập miễn phí đầu tiên ở phía tây Alleghenies. Sau đó, John tham gia một khóa học kinh doanh kéo dài 10 tuần tại trường Cao đẳng Thương mại Folsom, được dạy về kế toán đơn. Bản thân cậu là một cậu bé ngoan ngoãn, nghiêm túc và chăm học mặc dù cha thường bỏ đi và gia đình thường xuyên phải chuyển nhà. Những người cùng thời mô tả John là người dè dặt, nghiêm túc, sùng đạo, có phương pháp và kín chuyện. Cậu thiếu niên là một nhà tranh luận xuất sắc và thể hiện bản thân một cách chính xác. Cậu cũng có một tình yêu sâu sắc đối với âm nhạc và mơ ước đó hoàn toàn có thể thành hiện thực.

## Sự nghiệp

### Kế toán

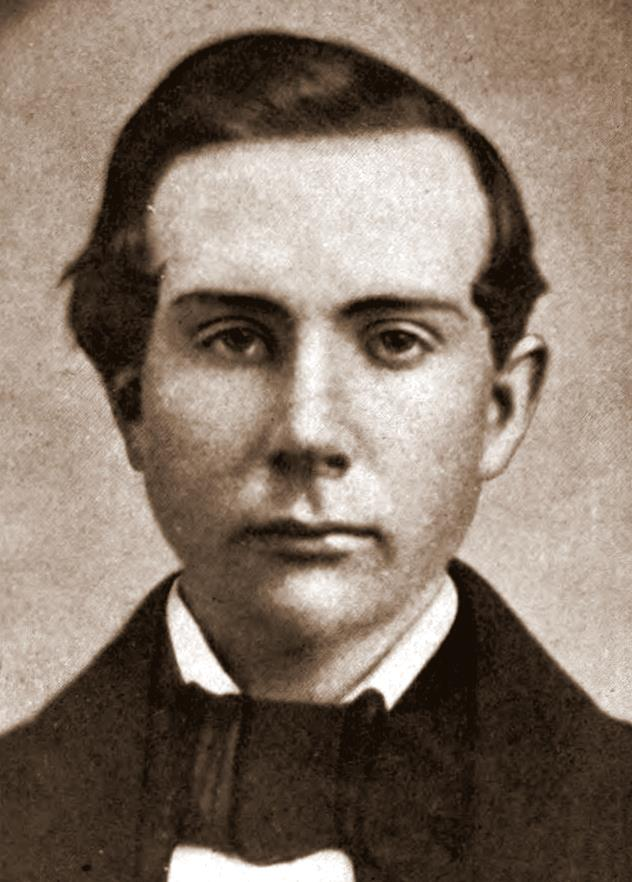
Rockefeller ở tuổi 18, ca. 1856-1857

Vào tháng 9 năm 1855, khi Rockefeller mười sáu tuổi, ông nhận công việc đầu tiên của mình là trợ lý kế toán cho một công ty sản xuất thu mua nhỏ gọi là Hewitt & Tuttle. Ông làm việc rất chăm chỉ và hạnh phúc - như sau này ông nhớ lại - "trong tất cả các phương pháp và hệ thống của văn phòng." Ông đặc biệt giỏi trong việc tính toán chi phí vận chuyển, điều gắn bó ông sau này trong sự nghiệp của mình. Rockefeller nhận lương $16/tháng cho 3 tháng học việc. Trong năm đầu, ông nhận $31/tháng, sau đó tăng lên $50/tháng (tương đương 1,290 đô la vào năm 2017).
Khi còn trẻ, Rockefeller đã nói rằng hai tham vọng lớn của anh là kiếm được 100.000 đô la (tương đương $3,14 triệu vào năm 2017) và sống đến 100 tuổi.

### Quan hệ đối tác kinh doanh và dịch vụ nội chiến
Năm 1859, Rockefeller kết hợp kinh doanh sản xuất thu mua với một đối tác, Maurice B. Clark, và họ đã huy động được $ 4,000 ($ 106,622 đô la năm 2017) bằng vốn. Rockefeller đã phát triển kinh doanh rất nhanh từ đó, kiếm tiền mỗi năm trong sự nghiệp của mình. Trong khi em trai Frank của ông đã chiến đấu trong cuộc nội chiến, Rockefeller tập trung chăm lo việc kinh doanh của mình và thuê những người lính thay thế. Anh ta đã đưa tiền cho Liên minh, cũng như nhiều người miền Bắc giàu có đã tránh chiến đấu. Rockefeller là một người theo chủ nghĩa bãi nô, đã bầu cho Tổng thống Abraham Lincoln và ủng hộ Đảng Cộng hòa mới sau đó. Khi anh ta nói, "Chúa đã cho tôi tiền", và anh ta đã không xin lỗi vì điều đó. Ông cảm thấy thoải mái và công bình theo lời giảng dạy của nhà truyền giáo Methodist John Wesley, "đạt được tất cả các bạn có thể, cứu tất cả các bạn có thể, và cung cấp cho tất cả các bạn có thể."
Vào thời điểm đó, chính phủ Liên bang đã trợ giá dầu, tăng giá từ $ 0,35 một thùng vào năm 1862 lên tới $ 13,75 một thùng. Điều này tạo ra một cơn sốt khoan dầu, với hàng ngàn nhà đầu cơ đang cố gắng làm giàu. Hầu hết thất bại, thậm chí họ làm bất chấp không cần phải hiệu quả. Họ chỉ muốn đào lỗ trên mặt đất và lấy dầu nhiều nhất có thể, bỏ mặc các phần dầu thừa chảy vào các con lạch và sông.
Trong môi trường bùng nổ sự lãng phí này, các đối tác chuyển từ thực phẩm sang dầu mỏ, xây dựng một nhà máy lọc dầu năm 1863 trong "The Flats", sau đó là khu công nghiệp đang phát triển của Cleveland. Nhà máy lọc dầu được sở hữu trực tiếp bởi Andrews, Clark & Company, bao gồm Clark & Rockefeller, nhà hóa học Samuel Andrews và hai anh em của M. B. Clark. Việc kinh doanh dầu thương mại lúc đó đang trong giai đoạn trứng nước. Dầu cá voi đã trở nên quá đắt đối với dân chúng, và nhu cầu về nhiên liệu chiếu sáng rẻ hơn là cần thiết.
Trong khi các nhà máy lọc dầu khác chỉ giữ 60% thành phẩm dầu là dầu hỏa, nhưng thải ra 40% còn lại vào các con sông và các đống bùn lớn, Rockefeller vẫn tiết kiệm và hiệu quả hơn bao giờ hết, sử dụng xăng để đốt nhiên liệu cho nhà máy lọc dầu, và bán phần còn lại là dầu bôi trơn và sáp parafin, và các sản phẩm phụ khác. Tar được sử dụng để lát, naphtha được vận chuyển đến các nhà máy khí. Tương tự như vậy, các nhà máy lọc dầu của Rockefeller đã thuê các thợ ống nước của riêng họ, cắt giảm chi phí lắp đặt ống một nửa. Thùng dầu có chi phí $ 2,50 mỗi cái chỉ còn $.96 khi Rockefeller mua gỗ và tự xây dựng.
Vào tháng 2 năm 1865, trong những gì sau này được mô tả bởi sử gia ngành công nghiệp dầu mỏ Daniel Yergin là một hành động "quan trọng", Rockefeller đã mua lại anh em Clark với giá 72.500 đô la (tương đương với $1 triệu trong năm 2017 đô la) tại cuộc đấu giá và thành lập công ty của Rockefeller & Andrews. Rockefeller nói, "Đó là ngày quyết định sự nghiệp của tôi." Ông có vị trí tốt để tận dụng lợi thế của sự thịnh vượng sau chiến tranh và sự mở rộng lớn về phía tây được thúc đẩy bởi sự phát triển của đường sắt và nền kinh tế có dầu. Ông vay rất nhiều, tái đầu tư lợi nhuận, thích nghi nhanh chóng với các thị trường thay đổi, và luôn quan sát để theo dõi ngành công nghiệp mở rộng nhanh chóng.

### Bắt đầu kinh doanh dầu
Năm 1866, William Rockefeller Jr., anh trai của John, xây dựng một nhà máy lọc dầu khác ở Cleveland và đưa John vào quan hệ đối tác. Năm 1867, Henry M. Flagler trở thành đối tác và công ty Rockefeller, Andrews & Flagler được thành lập. Đến năm 1868, với việc tiếp tục thực hiện các hoạt động vay mượn và tái đầu tư của Rockefeller, kiểm soát chi phí và sử dụng chất thải của các nhà máy lọc dầu, công ty sở hữu hai nhà máy lọc dầu Cleveland và một chi nhánh tiếp thị ở New York; nó là nhà máy lọc dầu lớn nhất thế giới. Rockefeller, Andrews & Flagler là tiền thân của Công ty Standard Oil.

## Standard Oil

### Sáng lập và giai đoạn phát triển ban đầu

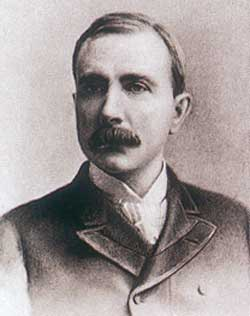
John D. Rockefeller ca. 1875

Vào cuối Nội chiến Hoa Kỳ, Cleveland là một trong năm trung tâm tinh chế chính ở Hoa Kỳ (ngoài Pittsburgh, Pennsylvania, New York và vùng ở tây bắc Pennsylvania, nơi hầu hết dầu có nguồn gốc). Đến năm 1869, công suất lọc dầu hỏa tăng gấp 3 lần so với nhu cầu để cung cấp cho thị trường, và công suất vẫn còn dư thừa trong nhiều năm.
Ngày 10 tháng 1 năm 1870, Rockefeller bãi bỏ quan hệ đối tác của Rockefeller, Andrews & Flagler, hình thành Standard Oil của Ohio. Tiếp tục áp dụng đạo đức và hiệu quả công việc của mình, Rockefeller nhanh chóng mở rộng công ty thành nhà máy lọc dầu có lợi nhuận cao nhất ở Ohio. Tương tự như vậy, nó đã trở thành một trong những chủ hàng lớn nhất của dầu và dầu hỏa trong nước. Các tuyến đường sắt cạnh tranh quyết liệt cho giao thông và, trong nỗ lực tạo một liên minh để kiểm soát giá cước, hình thành lên Công ty South Improvement cung cấp các ưu đãi đặc biệt cho khách hàng sỉ như Standard Oil, ngoài các trung tâm dầu chính. Liên mình này đưa ra các ưu đãi đặc biệt, với vị thế của liên minh chuyên trở số lượng lớn, bao gồm không chỉ giảm giá lên đến 50% cho các sản phẩm của họ mà còn giảm giá cho cả các sản phẩm cạnh tranh.
Một phần của kế hoạch này là thông báo về chi phí vận chuyển hàng hóa tăng mạnh. Điều này gây ra một sự phản đối mạnh mẽ từ các chủ sở hữu giếng dầu độc lập, bao gồm cả tẩy chay và phá hoại, dẫn đến việc phát hiện ra một phần của Standard Oil trong thỏa thuận này. Một nhà máy lọc dầu lớn ở New York, Charles Pratt và Company, đứng đầu là Charles Pratt và Henry H. Rogers, đã dẫn đầu việc phản đối kế hoạch này, và các tuyến đường sắt nhanh chóng được hỗ trợ. Pennsylvania đã thu hồi điều lệ của Liên minh và các mức giá không ưu đãi đã được khôi phục trong thời gian này. Trong khi các đối thủ cạnh tranh có thể đã không hài lòng, những nỗ lực của Rockefeller đã mang lại cho người tiêu dùng Mỹ dầu hỏa rẻ hơn và các sản phẩm phụ dầu khác. Trước năm 1870, đèn dầu chỉ dành cho những người giàu có, được cung cấp bởi dầu cá voi đắt tiền. Trong thập kỷ tới, dầu hỏa trở nên phổ biến cho các tầng lớp trung lưu.
Tuy nhiên, Rockefeller vẫn tiếp tục củng cố vị thế bằng việc tăng cường mua lại các nhà máy lọc dầu hiệu quả nhất, nâng cao hiệu quả hoạt động của mình, thúc đẩy giảm giá các chuyến hàng dầu, cắt giảm sự cạnh tranh của mình, tạo ra những giao dịch bí mật, tăng cường các cơ hội đầu tư và mua các đối thủ. Trong chưa đầy bốn tháng vào năm 1872, sau này được gọi là "Cuộc chinh phục Cleveland" hoặc "Thảm sát Cleveland", Standard Oil đã sát nhập 22 trong số 26 đối thủ cạnh tranh tại Cleveland. Cuối cùng, ngay cả những nhân vật phản diện cũ của anh, Pratt và Rogers, đã chứng kiến sự vô ích của việc tiếp tục cạnh tranh với Standard Oil; năm 1874, họ đã thực hiện một thỏa thuận bí mật với Rockefeller để được mua lại.

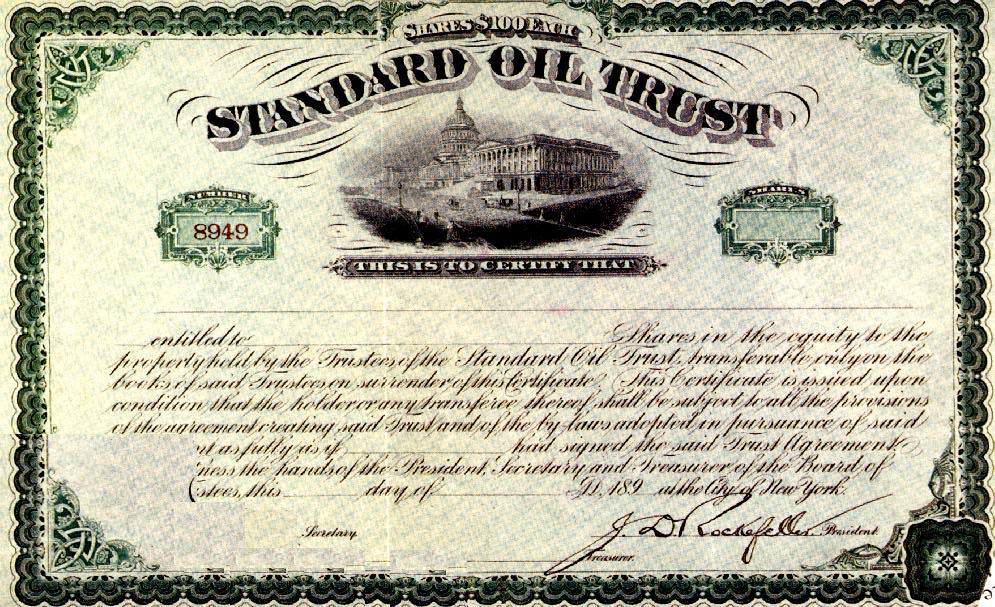
Chứng nhận tin cậy dầu tiêu chuẩn năm 1896

Pratt và Rogers trở thành đối tác của Rockefeller. Rogers, đặc biệt, trở thành một trong những nhân sự chủ chốt của Rockefeller trong sự hình thành của Standard Oil Trust. Con trai của Pratt, Charles Millard Pratt, trở thành thư ký của Standard Oil. Đối với nhiều đối thủ cạnh tranh của mình, Rockefeller đã cho họ xem sổ sách của mình để họ có thể thấy những gì họ đang chống lại và sau đó làm cho họ một đề nghị tốt. Nếu họ từ chối lời đề nghị của ông, ông nói với họ rằng ông sẽ đưa họ vào tình trạng phá sản và sau đó mua tài sản của họ với giá rẻ. Tuy nhiên, ông không có ý định loại bỏ hoàn toàn sự cạnh tranh. Trong thực tế, đối tác của ông Pratt đã nói về điều này "Chúng ta luôn phải có đối thủ cạnh tranh... Cho dù chúng ta mua tất cả họ, chắc chắn sẽ luôn xuất hiện một đối thủ mới."
Thay vì muốn loại bỏ chúng, Rockefeller thấy mình là vị cứu tinh của ngành công nghiệp, "một thiên thần thương xót" hấp thụ kẻ yếu và làm cho ngành công nghiệp trở nên mạnh mẽ hơn, hiệu quả hơn và cạnh tranh hơn. Tiêu chuẩn đang phát triển theo chiều ngang và chiều dọc. Nó bổ sung các đường ống riêng, xe bồn và mạng lưới giao hàng tận nhà. Nó giữ giá dầu thấp để ngăn chặn đối thủ cạnh tranh, làm cho sản phẩm của mình giá cả phải chăng cho các hộ gia đình trung bình, và, để tăng thâm nhập thị trường, đôi khi được bán dưới giá thành. Nó đã phát triển hơn 300 sản phẩm từ dầu mỏ từ nhựa đường sang sơn dầu mỏ để nhai kẹo cao su. Đến cuối những năm 1870, Standard đã lọc hơn 90% lượng dầu ở Mỹ. Rockefeller đã trở thành một triệu phú (1 triệu đô la thời đó tương đương với $30 triệu đô-la theo tỷ giá năm 2022).
Theo bản năng, ông nhận ra rằng sự ngăn nắp sẽ chỉ tiến hành từ sự kiểm soát tập trung các tập hợp lớn của nhà máy và vốn, với mục đích là một dòng sản phẩm có trật tự từ nhà sản xuất đến người tiêu dùng. Dòng chảy kinh tế, hiệu quả đó là thứ mà chúng ta bây giờ, nhiều năm sau, gọi là 'tích hợp dọc' Tôi không biết liệu ông Rockefeller có từng sử dụng từ 'hội nhập' hay không. Tôi chỉ biết ông ấy đã nghĩ ra ý tưởng đó.— A Standard Oil 

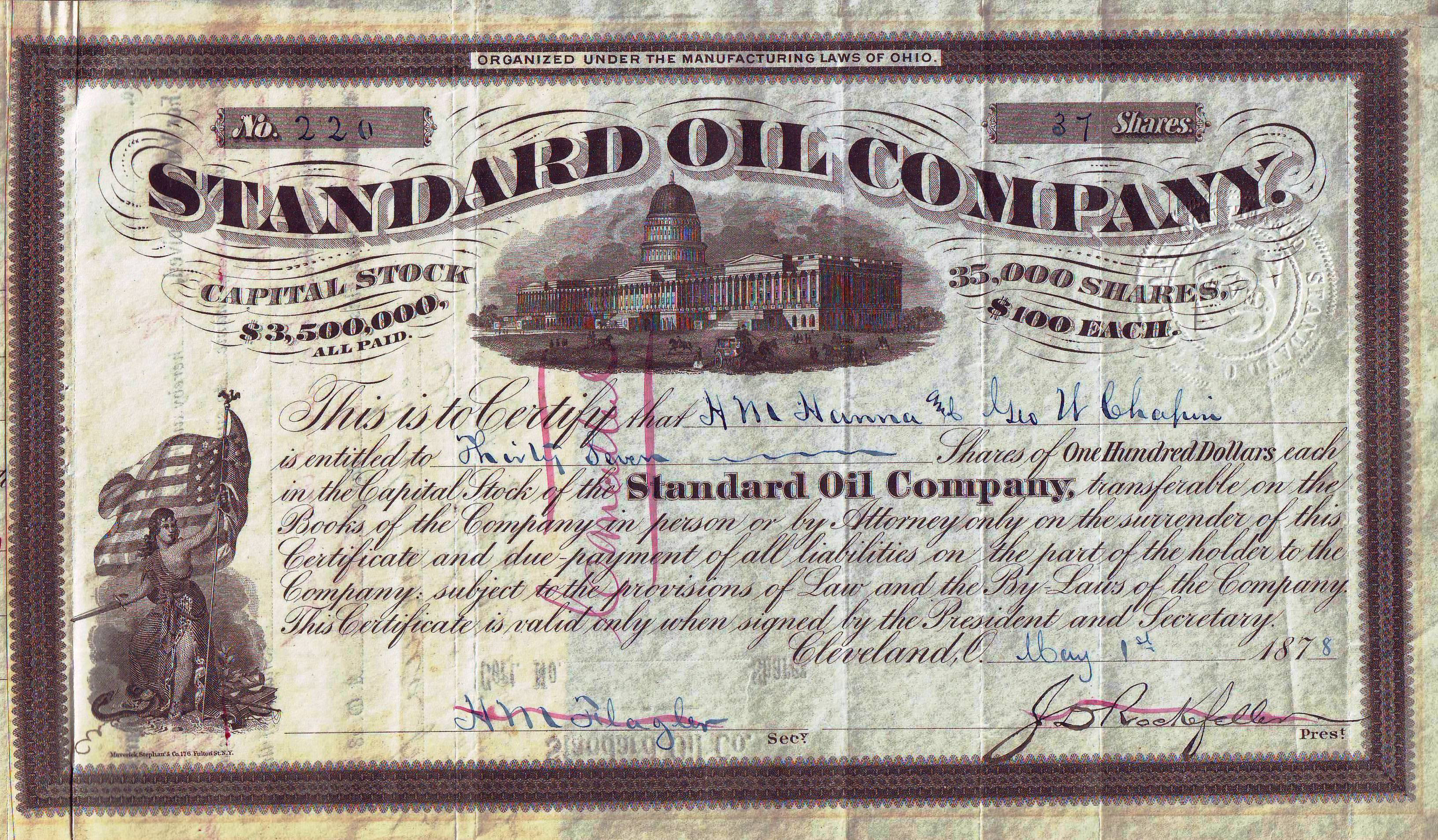
Chia sẻ của Công ty Dầu tiêu chuẩn, cấp ngày 1 tháng 5 năm 1878

Năm 1877, Standard đụng độ với Thomas A. Scott, chủ tịch của Pennsylvania Railroad, người đứng đầu của Standard. Rockefeller đã hình dung ra các đường ống như một hệ thống vận chuyển thay thế cho dầu mỏ và bắt đầu một chiến dịch để xây dựng và mua lại chúng. Đường sắt, nhìn thấy sự xâm nhập của Standard vào các lĩnh vực giao thông và đường ống, đã quay trở lại và hình thành một công ty con để mua và xây dựng các nhà máy lọc dầu và đường ống dẫn dầu.
Tiêu chuẩn phản đối, giữ lại các lô hàng của nó, và, với sự giúp đỡ của các tuyến đường sắt khác, bắt đầu một cuộc chiến giá cả làm giảm đáng kể các khoản thanh toán cước vận chuyển và gây bất ổn lao động. Rockefeller chiếm ưu thế và tuyến đường sắt bán lợi ích dầu cho Standard. Sau trận chiến đó, Liên bang Pennsylvania đã truy tố Rockefeller năm 1879 về tội độc quyền buôn bán dầu, bắt đầu một trận tuyết lở của các thủ tục tố tụng của tòa án tương tự ở các tiểu bang khác và đưa ra vấn đề quốc gia về các hoạt động kinh doanh của Standard Oil.. Rockefeller đã bị căng thẳng lớn trong những năm 1870 và 1880 khi ông thực hiện kế hoạch củng cố và hội nhập của mình và bị tấn công bởi báo chí. Anh ta phàn nàn rằng anh ta không thể ngủ nhiều đêm. Rockefeller sau đó đã bình luận:
Tất cả tài sản mà tôi đã làm đã không phục vụ để bù đắp cho tôi cho sự lo lắng của thời kỳ đó.

### Sự độc quyền

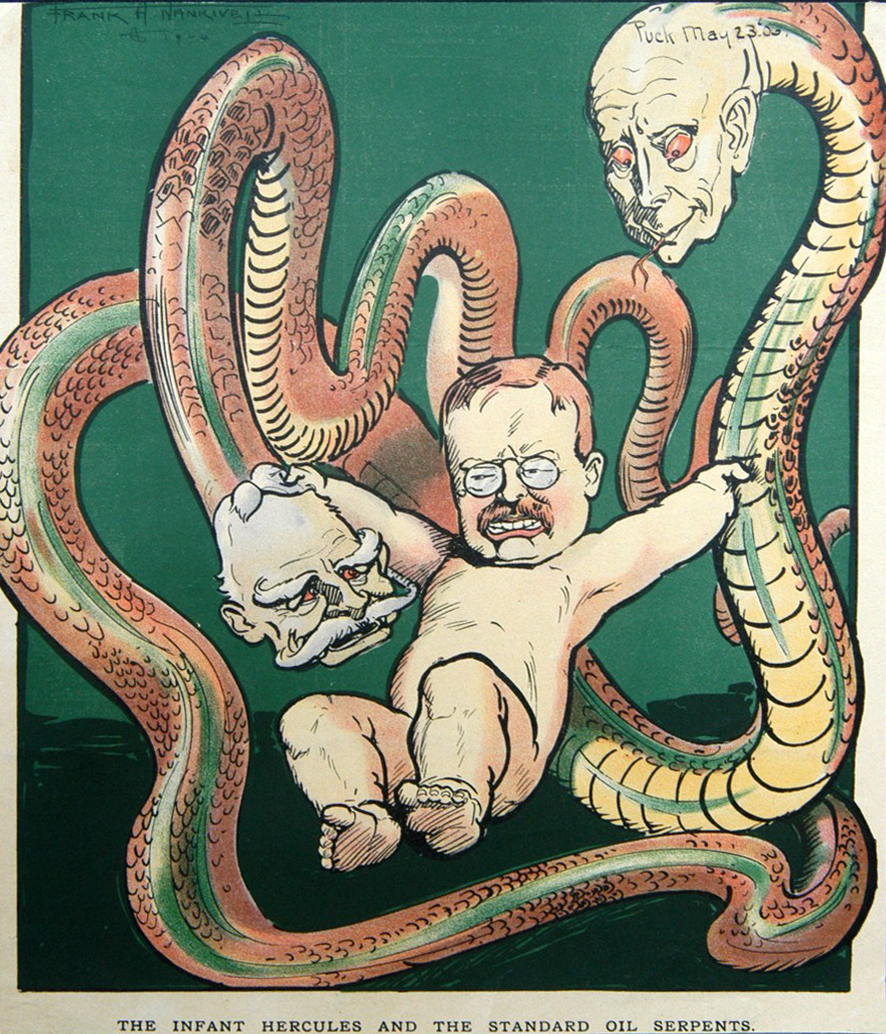
Puck phim hoạt hình tạp chí, "The Hercules trẻ sơ sinh và các con rắn dầu tiêu chuẩn", ngày 23 tháng 5 năm 1906 vấn đề; miêu tả Tổng thống Mỹ Theodore Roosevelt nắm lấy người đứng đầu Nelson W. Aldrich và cơ thể giống rắn của John D. Rockefeller.

Mặc dù luôn có hàng trăm đối thủ cạnh tranh, Standard Oil dần dần giành được sự thống trị về lọc dầu và bán hàng như là thị phần tại Hoa Kỳ thông qua hội nhập theo chiều ngang, kết thúc với khoảng 90% thị trường Mỹ. Trong ngành dầu hỏa, công ty đã thay thế hệ thống phân phối cũ bằng hệ thống dọc của riêng mình. Nó cung cấp dầu hỏa bằng xe bồn chở nhiên liệu đến các thị trường địa phương, và toa chứa dầu sau đó được giao cho khách hàng bán lẻ, do đó bỏ qua mạng lưới bán buôn hiện có. Mặc dù cải thiện chất lượng và tính sẵn có của các sản phẩm dầu hỏa trong khi giảm đáng kể chi phí cho công chúng (giá dầu hỏa giảm gần 80% trong suốt thời gian hoạt động của công ty), các hoạt động kinh doanh của Standard Oil đã gây ra nhiều tranh cãi. Vũ khí mạnh nhất của tiêu chuẩn chống lại các đối thủ cạnh tranh đã được bán phá giá, chênh lệch giá và giảm giá vận chuyển bí mật.
Công ty đã bị tấn công bởi các nhà báo và chính trị gia trong suốt sự tồn tại của nó, một phần cho các phương pháp độc quyền này, tạo đà cho phong trào chống độc quyền. Vào năm 1880, theo New York World, Standard Oil là "độc quyền tàn nhẫn, bất lịch sự, và độc quyền nhất từng được thắt chặt trên một đất nước". Đối với các nhà phê bình, ông Rockefeller trả lời, "Trong một doanh nghiệp quá lớn như chúng ta... một số điều có thể sẽ được thực hiện mà chúng ta không thể chấp nhận. Chúng tôi sửa chữa chúng ngay sau khi chúng đến với kiến thức của chúng tôi."
Vào thời điểm đó, nhiều cơ quan lập pháp đã gây khó khăn cho việc kết hợp trong một bang và hoạt động ở một bang khác. Kết quả là, Rockefeller và các cộng sự của ông sở hữu hàng chục tập đoàn riêng biệt, mỗi công ty hoạt động chỉ trong một tiểu bang; việc quản lý toàn bộ doanh nghiệp khá khó sử dụng. Năm 1882, các luật sư của Rockefeller đã tạo ra một hình thức sáng tạo của tập đoàn để tập trung nắm giữ của họ, sinh ra Standard Oil Trust. "Sự tin tưởng" là một tập đoàn của các tập đoàn, và quy mô và sự giàu có của thực thể đã thu hút được nhiều sự chú ý. Chín người được ủy thác, bao gồm cả Rockefeller, điều hành 41 công ty trong niềm tin. Công chúng và báo chí đã ngay lập tức nghi ngờ thực thể pháp lý mới này, và các doanh nghiệp khác đã nắm lấy ý tưởng và giả lập nó, làm tăng thêm tình cảm của công chúng. Standard Oil đã đạt được một hào quang của bất khả chiến bại, luôn luôn thịnh hành đối với các đối thủ, nhà phê bình và kẻ thù chính trị. Nó đã trở thành doanh nghiệp giàu nhất, lớn nhất, đáng sợ nhất trên thế giới, dường như miễn dịch với sự bùng nổ và phá sản của chu kỳ kinh doanh, liên tục tạo ra lợi nhuận sau năm năm.
Đế chế rộng lớn của công ty bao gồm 20.000 giếng dầu, 4.000 dặm đường ống, 5.000 bể chứa, và hơn 100.000 nhân viên. Thị phần của nó trong lĩnh vực lọc dầu trên thế giới đứng đầu trên 90% nhưng từ từ giảm xuống còn khoảng 80% trong phần còn lại của thế kỷ này. Mặc dù sự hình thành của niềm tin và khả năng miễn dịch của nó từ tất cả các đối thủ cạnh tranh, bởi Standard Oil của thập niên 1880 đã vượt qua đỉnh cao quyền lực trên thị trường dầu mỏ thế giới. Rockefeller cuối cùng đã từ bỏ ước mơ của mình trong việc kiểm soát tất cả tinh dầu của thế giới; ông thừa nhận sau đó, "Chúng tôi nhận ra rằng tình cảm của công chúng sẽ chống lại chúng tôi nếu chúng tôi thực sự tinh chế tất cả dầu." Theo thời gian, cạnh tranh nước ngoài và phát hiện mới ở nước ngoài đã xói mòn sự thống trị của mình. Vào đầu những năm 1880, Rockefeller đã tạo ra một trong những đổi mới quan trọng nhất của ông. Thay vì cố gắng ảnh hưởng trực tiếp đến giá dầu thô, Standard Oil đã thực hiện kiểm soát gián tiếp bằng cách thay đổi phí lưu trữ dầu cho phù hợp với điều kiện thị trường. Rockefeller sau đó ra lệnh cấp giấy chứng nhận chống lại dầu được lưu trữ trong đường ống của nó. Những chứng chỉ này đã được các nhà đầu cơ giao dịch, do đó tạo ra thị trường dầu kỳ hạn đầu tiên có hiệu quả thiết lập giá thị trường giao ngay từ đó trở đi. Sở Giao dịch Dầu khí Quốc gia mở cửa ở Manhattan vào cuối năm 1882 để tạo thuận lợi cho việc giao dịch dầu tương lai.

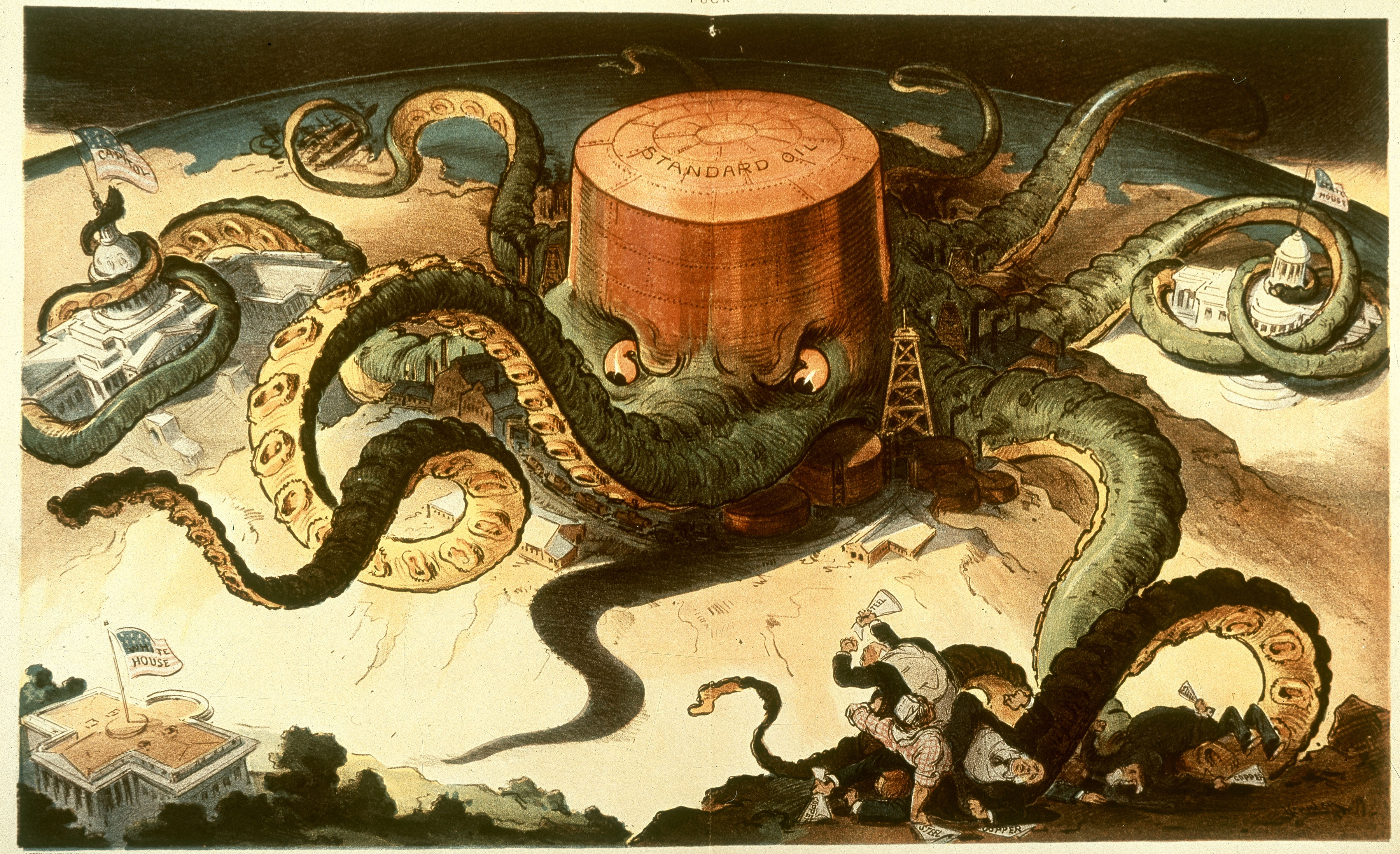
Sợ độc quyền ("tín thác") được thể hiện trong cuộc tấn công này vào Công ty Dầu tiêu chuẩn của Rockefeller

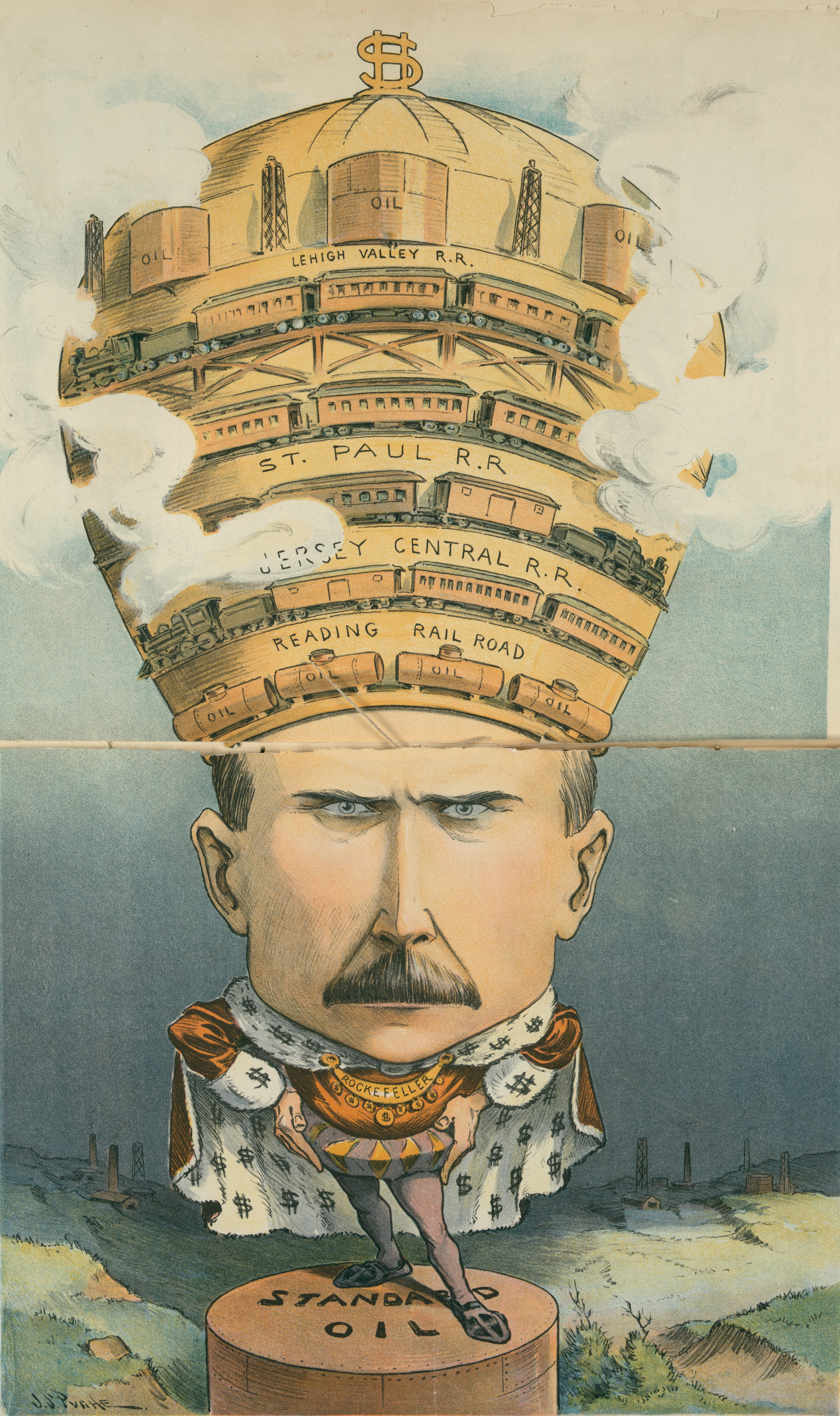
Rockefeller như một hoàng đế công nghiệp, phim hoạt hình năm 1901 từ tạp chí Puck

Mặc dù 85% sản lượng dầu thô thế giới vẫn còn đến từ Pennsylvania trong những năm 1880, dầu từ các giếng khoan ở Nga và châu Á bắt đầu tiếp cận thị trường thế giới. Robert Nobel đã thành lập doanh nghiệp tinh chế của riêng mình trong các mỏ dầu phong phú và rẻ hơn của Nga, bao gồm đường ống dẫn đầu tiên của khu vực và tàu chở dầu đầu tiên trên thế giới. The Paris Rothschilds nhảy vào cuộc cạnh tranh cung cấp tài chính. Các trường bổ sung được phát hiện ở Miến Điện và Java. Thậm chí còn quan trọng hơn, phát minh của bóng đèn dần dần bắt đầu làm xói mòn sự thống trị của dầu hỏa để chiếu sáng. Dầu tiêu chuẩn được điều chỉnh bằng cách phát triển sự hiện diện của châu Âu, mở rộng sản xuất khí tự nhiên ở Hoa Kỳ, và sau đó sản xuất xăng cho ô tô, cho đến khi đó được coi là một sản phẩm thải.
Standard Oil chuyển trụ sở của mình đến thành phố New York tại 26 Broadway, và Rockefeller đã trở thành một nhân vật trung tâm trong cộng đồng doanh nghiệp của thành phố. Ông đã mua một nơi cư trú vào năm 1884 trên đường 54 gần các biệt thự của các vị vua khác như William Henry Vanderbilt. Bất chấp những mối đe dọa cá nhân và những lời cầu xin liên tục cho tổ chức từ thiện, Rockefeller đã đưa chuyến tàu cao tốc mới đến văn phòng trung tâm của anh ấy hàng ngày. Năm 1887, Quốc hội thành lập Ủy ban Thương mại Liên tiểu bang được giao nhiệm vụ thực thi các mức giá bằng nhau cho tất cả vận tải đường sắt, nhưng theo đó Tiêu chuẩn phụ thuộc nhiều vào vận chuyển đường ống. Mối đe dọa nhiều hơn đến quyền lực của Standard là Đạo luật chống độc quyền Sherman năm 1890, ban đầu được sử dụng để kiểm soát các công đoàn, nhưng sau đó là trung tâm của việc phá vỡ lòng tin của Standard Oil. Ohio đặc biệt mạnh mẽ trong việc áp dụng luật chống độc quyền của nhà nước, và cuối cùng đã buộc phải tách dầu Standard Oil của Ohio khỏi phần còn lại của công ty vào năm 1892, bước đầu tiên trong việc giải thể niềm tin.

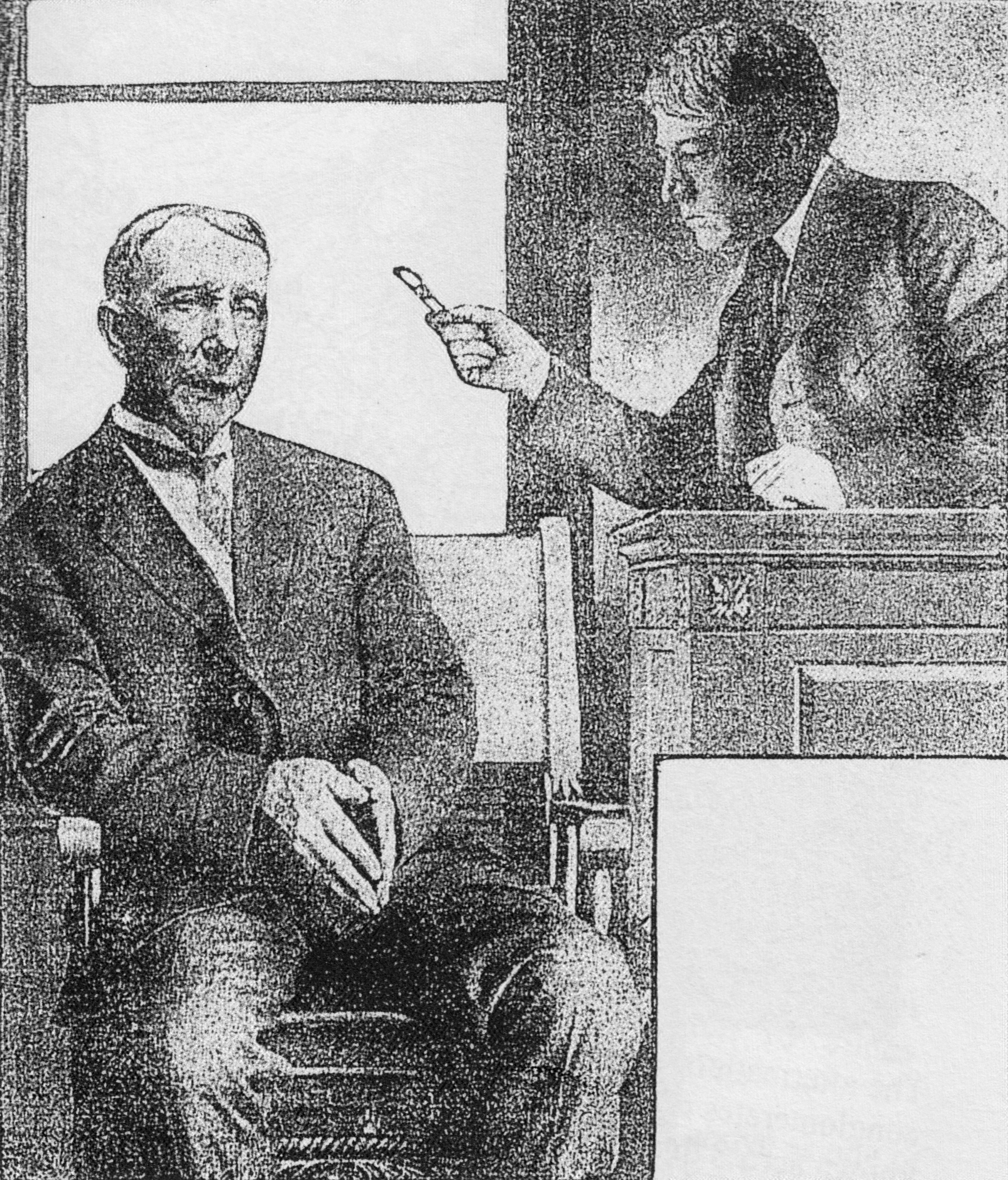
Thẩm phán Kenesaw Mountain Landis cầm bút của mình tại John D. Rockefeller, người đang ngồi ở quầy chứng kiến, trong vụ kiện Standard Oil vào ngày 6 tháng 7 năm 1907

Vào những năm 1890, Rockefeller đã mở rộng sang vận tải quặng sắt và quặng, buộc một vụ va chạm với nhà sản xuất thép Andrew Carnegie, và sự cạnh tranh của họ trở thành chủ đề chính của các tờ báo và người vẽ tranh biếm họa. Ông đã mua một lượng lớn mua lại cho thuê sản xuất dầu thô ở Ohio, Indiana, và Tây Virginia, như các mỏ dầu Pennsylvania ban đầu bắt đầu phát ra. Giữa sự mở rộng cuồng nhiệt, Rockefeller bắt đầu nghĩ đến việc nghỉ hưu. Việc quản lý hàng ngày của sự tin tưởng đã được chuyển sang John Dustin Archbold và Rockefeller đã mua một khu đất mới, Pocantico Hills, phía bắc thành phố New York, chuyển nhiều thời gian hơn cho các hoạt động giải trí bao gồm các môn thể thao mới của xe đạp và gôn.
Sau khi lên đường đến chức tổng thống, Theodore Roosevelt đã khởi xướng hàng chục bộ quần áo theo Đạo luật chống độc quyền Sherman và kêu gọi cải cách ra khỏi Quốc hội. Năm 1901, US Steel, sau đó được kiểm soát bởi J. Pierpont Morgan, đã mua tài sản thép của Andrew Carnegie, cũng đề nghị mua quyền lợi sắt của Standard. Một thỏa thuận được môi giới bởi Henry Clay Frick trao đổi quyền lợi sắt của Standard cho cổ phiếu thép của Mỹ và trao cho Rockefeller và thành viên con trai của ông trong ban giám đốc của công ty. Khi nghỉ hưu đầy đủ ở tuổi 63, Rockefeller kiếm được hơn 58 triệu đô la đầu tư vào năm 1902.
Một trong những cuộc tấn công hiệu quả nhất trên Rockefeller và công ty của ông là ấn phẩm năm 1904 về Lịch sử của Công ty dầu tiêu chuẩn, bởi Ida Tarbell, một kẻ lừa đảo hàng đầu. Cô ghi lại các hoạt động gián điệp, chiến tranh giá cả, chiến thuật tiếp thị nặng nề của công ty và các cuộc xâm lược của tòa án. Mặc dù công việc của cô đã thúc đẩy một phản ứng dữ dội đối với công ty, Tarbell cho biết cô đã rất ngạc nhiên về tầm quan trọng của nó. "Tôi chưa bao giờ có một animus chống lại kích thước và sự giàu có của họ, không bao giờ phản đối hình dạng công ty của họ. Tôi sẵn sàng rằng họ nên kết hợp và phát triển lớn và giàu có như họ có thể, nhưng chỉ bằng phương tiện hợp pháp. Nhưng họ chưa bao giờ chơi công bằng, và đã hủy hoại sự vĩ đại của họ đối với tôi. " Cha của Tarbell đã bị đuổi ra khỏi công việc kinh doanh dầu mỏ trong công việc "Công ty cải tiến miền Nam".
Rockefeller gọi cô là "Hoa hậu Tarbarrel" một cách riêng tư nhưng chỉ được công khai nói, "không phải là một từ về người phụ nữ bị lầm lạc đó." Ông bắt đầu một chiến dịch quảng bá để đưa công ty của mình và bản thân mình trong một ánh sáng tốt hơn. Mặc dù ông từ lâu đã duy trì chính sách im lặng tích cực với báo chí, ông quyết định làm cho mình dễ tiếp cận hơn và phản ứng với những nhận xét hòa giải như "vốn và lao động vừa là lực lượng hoang dã đòi hỏi luật pháp thông minh để hạn chế họ". Các nhà phê bình đã tìm thấy bài viết của mình để được vệ sinh và không trung thực và nghĩ rằng những tuyên bố như "yếu tố cơ bản, thiết yếu của sự thành công trong kinh doanh là tuân theo luật thành lập cao cấp" dường như mâu thuẫn với phương pháp kinh doanh thực sự của mình.
Rockefeller và con trai của ông tiếp tục củng cố lợi ích dầu mỏ của họ tốt nhất có thể cho đến New Jersey, vào năm 1909, đã thay đổi luật thành lập để cho phép tái tạo niềm tin dưới hình thức một công ty cổ phần. Rockefeller giữ lại danh hiệu danh nghĩa của mình như là tổng thống cho đến năm 1911 và ông giữ cổ phiếu của mình. Cuối cùng vào năm 1911, Tòa án tối cao Hoa Kỳ đã tìm thấy Công ty dầu Standard của New Jersey vi phạm Đạo luật chống độc quyền Sherman. Đến lúc đó, niềm tin vẫn chiếm 70% thị phần của thị trường dầu tinh chế nhưng chỉ có 14% nguồn cung dầu thô của Mỹ. Tòa án phán quyết rằng sự tin tưởng bắt nguồn từ các hoạt động độc quyền bất hợp pháp và ra lệnh cho nó được chia thành 34 công ty mới. Chúng bao gồm, trong số những người khác, Continental Oil, mà đã trở thành Conoco, bây giờ là một phần của ConocoPhillips; Tiêu chuẩn của Indiana, đã trở thành Amoco, giờ là một phần của BP; Tiêu chuẩn của California, đã trở thành Chevron; Tiêu chuẩn của New Jersey, đã trở thành Esso (và sau này là Exxon), bây giờ là một phần của ExxonMobil; Standard của New York, đã trở thành Mobil, giờ là một phần của ExxonMobil; và tiêu chuẩn của Ohio, đã trở thành Sohio, bây giờ là một phần của BP. Pennzoil và Chevron vẫn là các công ty riêng biệt.
Rockefeller, người hiếm khi bán cổ phần, nắm giữ hơn 25% cổ phần của Standard tại thời điểm chia tay. Ông và tất cả các cổ đông khác đã nhận được tỷ lệ cổ phần tương ứng trong mỗi 34 công ty. Hậu quả là, sự kiểm soát của Rockefeller đối với ngành công nghiệp dầu mỏ đã phần nào giảm đi nhưng trong 10 năm tới, việc chia tay cũng tỏ ra vô cùng có lợi cho anh ta. Giá trị tài sản ròng của công ty tăng gấp 5 lần và tài sản cá nhân của Rockefeller tăng lên 900 triệu đô la.

## Colorado nhiên liệu và sắt

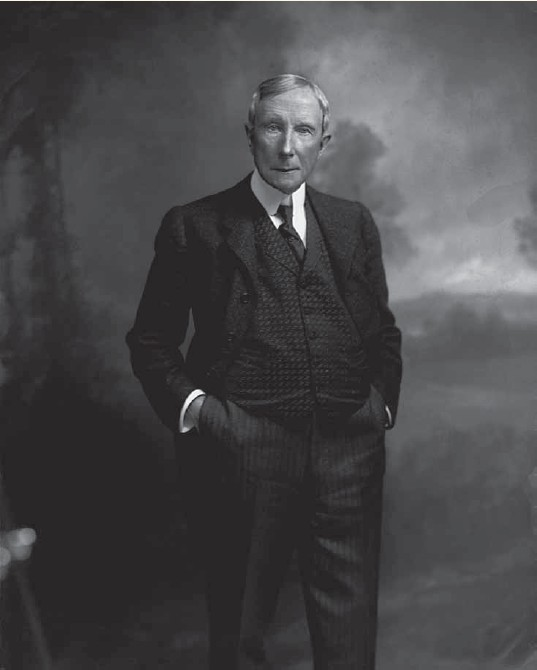
John D. Rockefeller around 1900 by Oscar White.

Năm 1902, đối mặt với vấn đề dòng tiền, John Cleveland Osgood quay sang George Jay Gould, một cổ đông chính của Denver và Rio Grande, để vay tiền. Gould, thông qua Frederick Taylor Gates, cố vấn tài chính của Rockefeller, đã đưa John D. Rockefeller vào để giúp tài trợ khoản vay. Phân tích hoạt động của công ty bởi John D. Rockefeller, Jr. đã cho thấy cần nhiều tiền hơn để đổi lấy các công ty con của CF & I như Colorado và Wyoming Railway Company, Công ty Đường sắt Crystal River, và có thể là Rocky Mountain Công ty Than và Sắt. Kiểm soát được chuyển từ Tập đoàn Iowa để Gould và Rockefeller quan tâm vào năm 1903 với Gould kiểm soát và Rockefeller và Gates đại diện cho một lợi ích thiểu số. Osgood rời công ty vào năm 1904 và nỗ lực hết mình để vận hành các hoạt động than cốc và than cốc cạnh tranh.

### Cuộc đình công năm 1913–14 và Thảm sát Ludlow
Cuộc đình công, được kêu gọi vào tháng 9 năm 1913 bởi Công ty Mỏ Hoa Kỳ, về vấn đề đại diện công đoàn, chống lại các nhà khai thác than ở các quận Huerfano và Las Animas ở miền nam Colorado, nơi phần lớn sản xuất than và than cốc của CF & I được đặt. Cuộc tấn công đã được chiến đấu mạnh mẽ bởi hiệp hội khai thác mỏ than và ban chỉ đạo của nó, bao gồm Welborn, chủ tịch CF & I, một phát ngôn viên cho các nhà khai thác than. Tác phẩm của Rockefeller, Lamont Montgomery Bowers, vẫn ở chế độ nền. Rất ít thợ mỏ thực sự thuộc về công đoàn hoặc tham gia cuộc gọi đình công, nhưng phần lớn đã vinh danh nó. Strikebreakers (gọi là "scabs") đã bị đe dọa và đôi khi bị tấn công. Cả hai bên đã mua vũ khí và đạn dược đáng kể. Những người thợ mỏ nổi bật bị buộc phải từ bỏ ngôi nhà của họ ở các thị trấn công ty và sống ở các thành phố lều được công đoàn dựng lên, chẳng hạn như thành phố lều ở Ludlow, một trạm xe lửa phía bắc Trinidad.
Dưới sự bảo vệ của Lực lượng Cảnh sát Quốc gia, một số thợ mỏ quay trở lại làm việc và một số kẻ tấn công, nhập khẩu từ các đồng cỏ phía đông, tham gia cùng họ với tư cách lính gác bảo vệ các phong trào của họ. Vào tháng 2 năm 1914, một phần đáng kể của quân đội đã bị rút lui, nhưng một đội quân lớn vẫn ở lại Ludlow. Vào ngày 20 tháng 4 năm 1914, một trận hỏa hoạn chung xảy ra giữa các tiền đạo và quân đội, bị quân đội và lính canh phản đối. Trại bị đốt cháy, kết quả là 15 phụ nữ và trẻ em, những người trốn trong lều trại, bị đốt cháy đến chết. Chi phí cho cả các nhà khai thác mỏ và công đoàn đều cao. Sự việc này đã gây sự chú ý của quốc gia không mong muốn đến Colorado.
Do nhu cầu than giảm, dẫn đến suy thoái kinh tế, nhiều mỏ than của CF & I chưa bao giờ mở cửa trở lại và nhiều người đàn ông bị bỏ việc. Công đoàn buộc phải chấm dứt các quyền lợi đình công vào tháng 2 năm 1915. Có sự phá sản trong các mỏ than. Với sự giúp đỡ của quỹ từ Quỹ Rockefeller, các chương trình cứu trợ được tổ chức bởi Ủy ban Colorado về Thất nghiệp và Cứu trợ. Một cơ quan nhà nước do Thống đốc Carlson tạo ra, cung cấp công việc cho những người thợ mỏ thất nghiệp xây dựng đường và thực hiện các dự án hữu ích khác.
Các thương vong phải gánh chịu tại Ludlow đã huy động dư luận chống lại các công ty Rockefellers và ngành than. Ủy ban Quan hệ Công nghiệp Hoa Kỳ đã tiến hành các phiên điều trần rộng rãi, chọn ra mối quan hệ đặc biệt của John D. Rockefeller Jr. và Rockefellers với Bowers. Bowers đã được miễn nhiệm và Wellborn phục hồi để kiểm soát vào năm 1915, sau đó quan hệ công nghiệp được cải thiện. Rockefeller phủ nhận bất kỳ trách nhiệm nào và giảm thiểu mức độ nghiêm trọng của sự kiện. Khi làm chứng về vụ Thảm sát Ludlow, và hỏi ông ta sẽ làm gì với tư cách là Giám đốc, John D. Rockefeller nói, "Tôi sẽ không thực hiện hành động nào. Tôi đã bỏ qua sự cần thiết buộc các sĩ quan của công ty phải sử dụng các biện pháp như vậy bổ sung cho các lực lượng Nhà nước để duy trì luật pháp và trật tự. " Rockefeller thừa nhận rằng ông đã không cố gắng đưa các dân quân đến công lý.

## Bệnh tật và cái chết

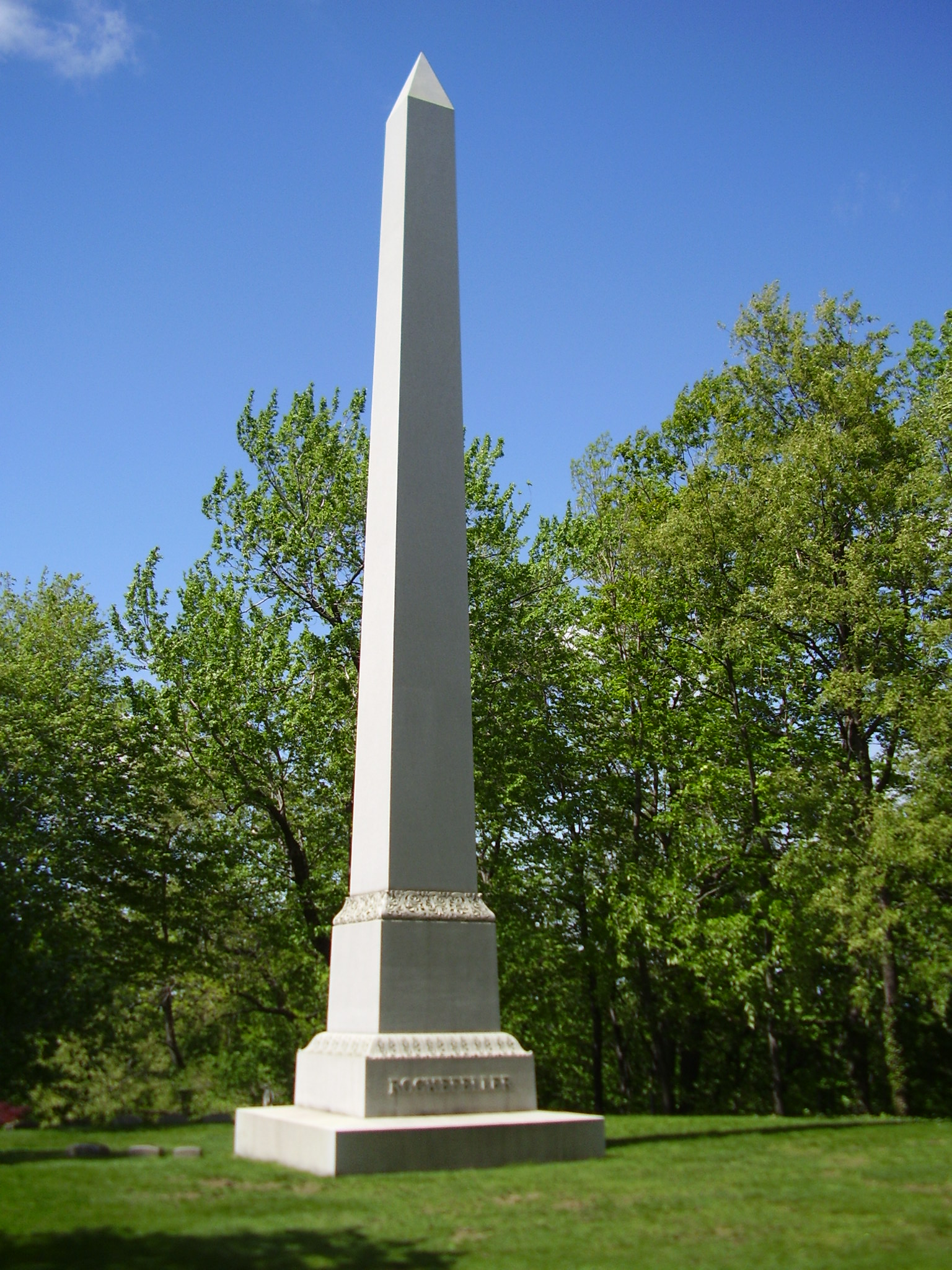
Ngôi mộ của Rockefeller tại Nghĩa trang Lake View, Cleveland

Trong những năm 50, Rockefeller bị trầm cảm vừa phải và rối loạn tiêu hóa; trong một giai đoạn căng thẳng trong những năm 1890, ông đã phát triển rụng tóc, mất một số hoặc toàn bộ tóc.
Đến năm 1901, ông bắt đầu mặc áo phông. Tóc của ông không bao giờ mọc lại, nhưng các khiếu nại về sức khỏe khác giảm xuống khi ông giảm bớt khối lượng công việc của mình.
Rockefeller chết vì xơ cứng động mạch vào ngày 23 tháng 5 năm 1937, hai tháng trước sinh nhật lần thứ 98 của mình, tại "The Casements", nhà của anh ở Ormond Beach, Florida. Ông được chôn cất tại nghĩa trang Lake View ở Cleveland.

## Cuộc sống cá nhân

### Gia đình
Đối với những suy đoán lưu hành dài rằng gia đình của ông có nguồn gốc từ Pháp, các nhà phả hệ đã chứng minh nguồn gốc của Rockefeller của Đức và truy tìm chúng từ đầu thế kỷ 17. Johann Peter Rockenfeller (rửa tội ngày 27 tháng 9 năm 1682 tại nhà thờ Tin Lành Rengsdorf) nhập cư vào năm 1723 từ Altwied (ngày nay là quận Neuwied, Rhineland-Palatinate) với ba đứa con đến Bắc Mỹ và định cư tại Germantown, Pennsylvania.
Tên Rockenfeller (từ Rockenfeld) đề cập đến Rockenfeld ở huyện Neuwied.

### Kết hôn

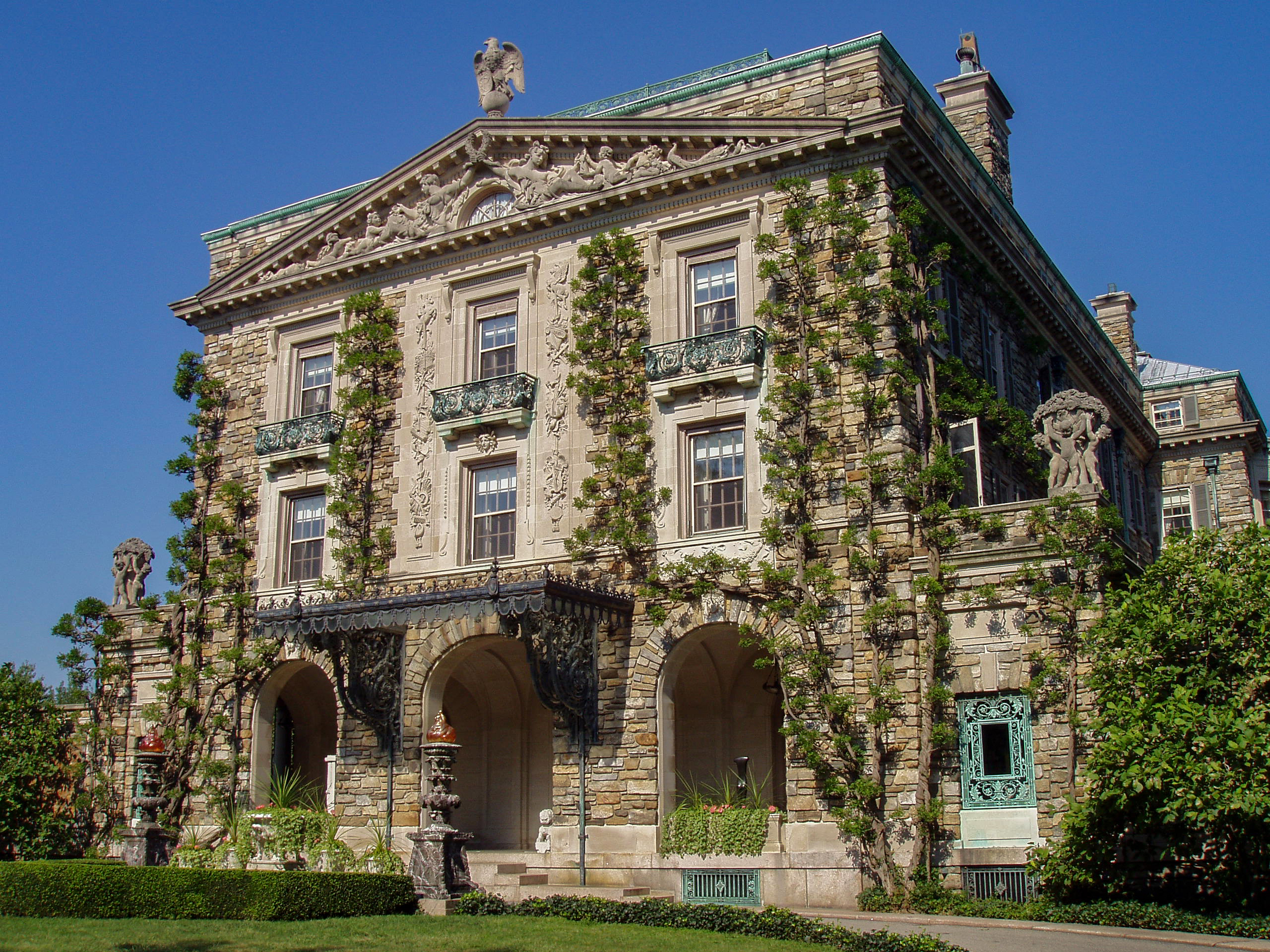
Kykuit ở quận Westchester, New York, nơi Rockefeller từng sinh sống. Đây là nhà của bốn thế hệ gia đình Rockefeller.

Năm 1864, Rockefeller kết hôn với Laura Celestia "Cettie" Spelman (1839–1915), con gái của Harvey Buell Spelman và Lucy Henry. Họ có bốn con gái và một con trai cùng nhau.
- Elizabeth "Bessie" Rockefeller (ngày 23 tháng 8 năm 1866 – ngày 14 tháng 11 năm 1906)
- Alice Rockefeller (ngày 14 tháng 7 năm 1869 – ngày 20 tháng 8 năm 1870)
- Alta Rockefeller (ngày 12 tháng 4 năm 1871 – ngày 21 tháng 6 năm 1962)
- Edith Rockefeller (ngày 31 tháng 8 năm 1872 – ngày 25 tháng 8 năm 1932)
- John Davison Rockefeller, Jr. (ngày 29 tháng 1 năm 1874 – ngày 11 tháng 5 năm 1960)

Sự giàu có Rockefeller được phân phối thông qua một hệ thống cơ sở và tín thác, tiếp tục tài trợ cho các hoạt động từ thiện, thương mại và cuối cùng của gia đình trong suốt thế kỷ 20. Con trai út của John Jr. David Rockefeller là một chủ ngân hàng ở New York, phục vụ hơn 20 năm với tư cách là Giám đốc điều hành của Chase Manhattan (nay là một phần của JPMorgan Chase). Con trai thứ hai, Nelson Aldrich Rockefeller, là thống đốc đảng Cộng hòa New York và là Phó tổng thống thứ 41 của Hoa Kỳ. Con trai thứ tư Winthrop Aldrich Rockefeller từng là Thống đốc Cộng hòa Arkansas. Cháu Abigail Aldrich "Abby" Rockefeller và John Davison Rockefeller III trở thành nhà từ thiện. Grandson Laurance Spelman Rockefeller trở thành một nhà bảo tồn. Cháu trai John Davison "Jay" Rockefeller IV phục vụ từ năm 1985 đến năm 2015 với tư cách là thượng nghị sĩ dân chủ từ Tây Virginia sau khi phục vụ với tư cách thống đốc bang West Virginia, và một người khác, Winthrop, từng là Thống đốc bang Arkansas trong một thập kỷ.

### Quan điểm tôn giáo

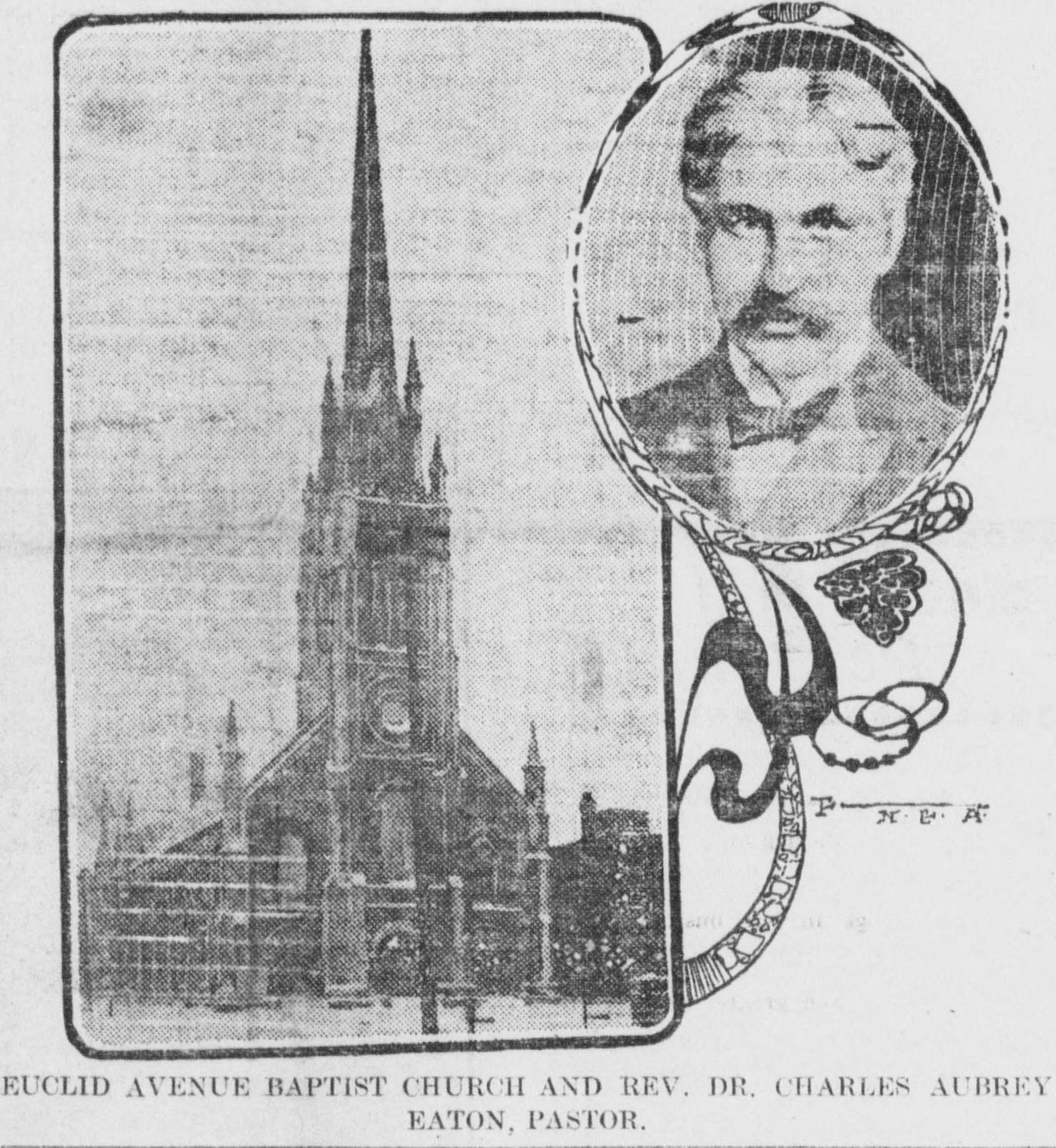
The Euclid Avenue Baptist Church and its pastor, the Rev. Dr. Charles Aubrey Eaton in 1904.

John D. Rockefeller được sinh ra ở Richford, New York, sau đó là một phần của khu vực bị đốt cháy - một khu vực tiểu bang New York là nơi có một cuộc phục hưng phúc âm được biết đến như là sự thức tỉnh lớn thứ hai; nó đã thu hút quần chúng đến các nhà thờ Tin Lành khác nhau - đặc biệt là những người Báp-tít — thúc giục các tín hữu tuân theo những lý tưởng như là công việc khó khăn, lời cầu nguyện và những việc làm tốt để xây dựng "Nước Thiên Chúa trên Trái Đất". Đầu đời, ông thường đi cùng anh chị em Eliza đến nhà thờ Báp-tít địa phương - nhà thờ Baptist Erie Street (sau này là Nhà thờ Baptist Đại lộ Euclid) - một nhà thờ Báp-tít độc lập cuối cùng đã kết hợp với Công ước Baptist miền Bắc (1907). -1950; Nhà thờ Baptist hiện đại của Mỹ).
Mẹ ông rất tôn giáo và kỷ luật, và có ảnh hưởng lớn đến ông trong các vấn đề tôn giáo. Trong thời gian phục vụ trong nhà thờ, mẹ ông sẽ thúc giục anh đóng góp vài đồng xu cho hội thánh. Ông đến để liên kết nhà thờ với tổ chức từ thiện. Một nhà truyền giáo Báp-tít đã từng khuyến khích anh ta "kiếm nhiều tiền nhất có thể, và sau đó cho đi càng nhiều càng tốt". Sau này, Rockefeller nhớ lại: "Đó là vào lúc này, kế hoạch tài chính của cuộc đời tôi đã được hình thành". Việc kiếm tiền được anh ta coi là một món quà do Thượng đế ban cho.
Là một tín đồ đạo đức miền Bắc, Rockefeller sẽ đọc Kinh Thánh hàng ngày, tham dự các buổi họp cầu nguyện hai lần một tuần và thậm chí còn dẫn dắt việc học Kinh Thánh của riêng mình với vợ. Burton Folsom Jr. đã lưu ý, đôi khi ông đã cho hàng chục ngàn đô la cho các nhóm Kitô hữu, trong khi đó, đồng thời, ông đã cố gắng vay hơn một triệu đô la để mở rộng kinh doanh của mình. Triết lý của ông cho được thành lập theo nguyên tắc Kinh Thánh. Ông thật sự tin vào nguyên tắc Kinh thánh được tìm thấy trong Lu-ca 6:38, "Hãy ban cho, và nó sẽ được ban cho bạn. Một biện pháp tốt, ép xuống, rung động với nhau và chạy qua, sẽ được đổ vào lòng bạn. sử dụng, nó sẽ được đo lường cho bạn."
Rockefeller sẽ hỗ trợ hoạt động truyền giáo của Baptist, các trường đại học quỹ và tham gia nhiều vào các hoạt động tôn giáo tại nhà thờ Cleveland, Ohio của ông. Trong khi đi du lịch miền Nam, ông sẽ tặng một số tiền lớn cho các nhà thờ thuộc Công ước Baptist miền Nam, các nhà thờ Black khác nhau, cũng như các giáo phái Kitô giáo khác. Một lần, ông trả tiền cho tự do nô lệ và quyên góp cho một trại trẻ mồ côi Công giáo La Mã. Khi ông trở nên giàu có, những đóng góp của ông trở nên rộng lượng hơn, đặc biệt là với nhà thờ của ông ở Cleveland; tuy nhiên, nó đã bị phá hủy vào năm 1925, và được thay thế bằng một tòa nhà khác.

### Tin đồn
Ở đỉnh cao sức mạnh của Rockefeller là nhà độc quyền, có tin đồn rằng gia đình bảo vệ một "bí mật đáng xấu hổ". Joseph Pulitzer đã trao một phần thưởng trị giá 8.000 đô la cho thông tin về cha của John, Bill, hay còn gọi là "Doc Rockefeller". Tuy nhiên, các nhà báo không thể tìm thấy anh ta trước khi anh ta chết, và chỉ hai năm sau đó toàn bộ câu chuyện đã được xuất bản.
Bill, người đi du lịch như một người cưỡi ngựa trên khắp đất nước, đôi khi là một "bác sĩ thảo dược", mặc dù ông không có đào tạo y khoa hợp pháp, đã từ bỏ gia đình vào khoảng năm 1855, nhưng vẫn kết hôn hợp pháp với Eliza. Ông đã sử dụng tên William Levingston và kết hôn với tư cách là một bigamist ở Norwich, Ontario, Margaret L. Allen (1834–1910), mà không có vấn đề gì. Ông qua đời vào năm 1906 và ngôi mộ của ông được trả tiền từ tài sản của người vợ thứ hai.

## Từ thiện

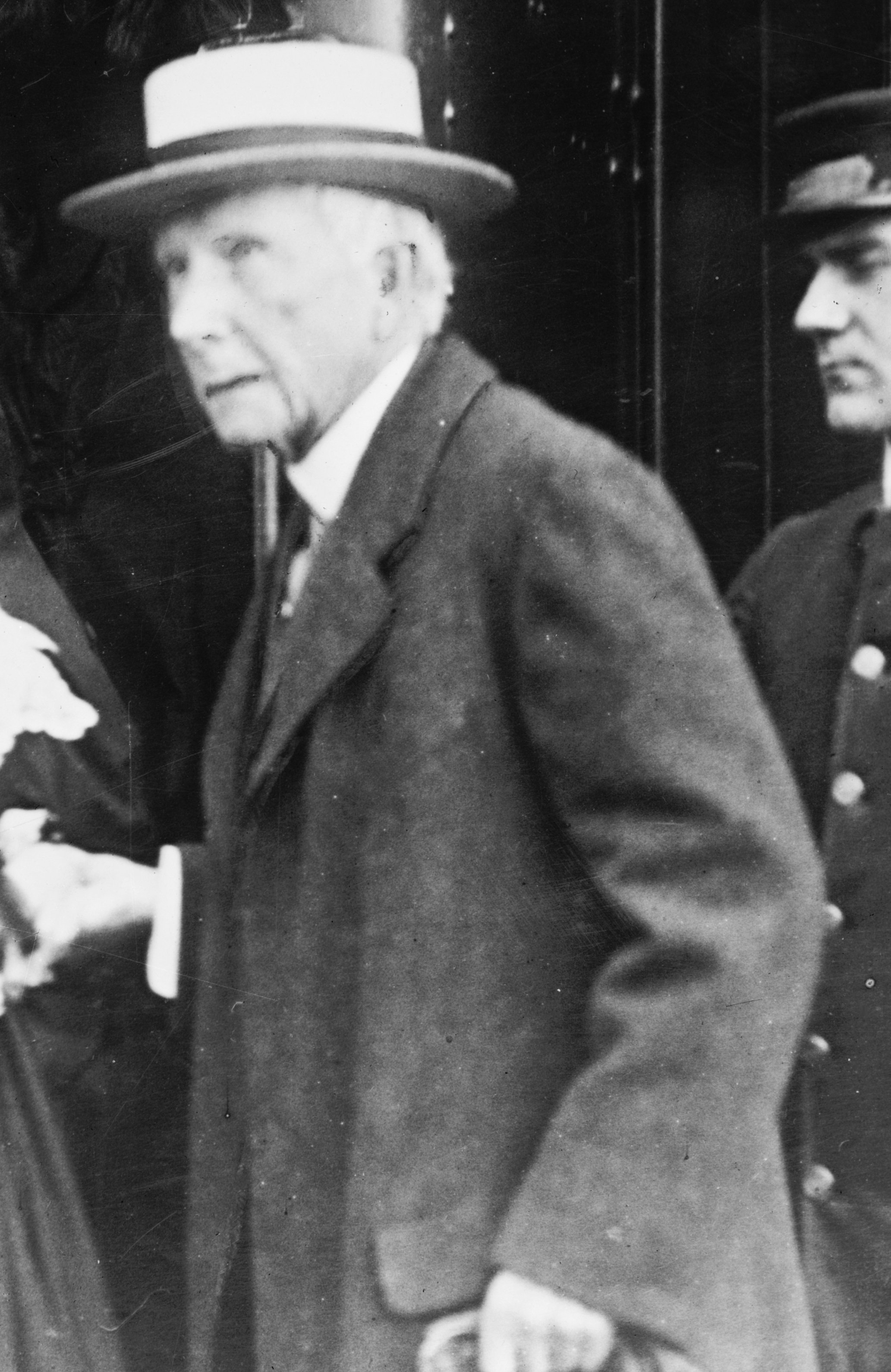
Rockefeller năm 1911

Việc làm từ thiện của Rockefeller bắt đầu với công việc đầu tiên của mình với tư cách là thư ký ở tuổi 16, khi anh ta đóng góp sáu phần trăm thu nhập của mình cho tổ chức từ thiện, như được ghi trong sổ kế toán cá nhân của anh ấy. Đến khi ông 20 tuổi, tổ chức từ thiện của ông vượt quá mười phần trăm thu nhập của ông. Phần lớn những đóng góp của ông là liên quan đến nhà thờ. Nhà thờ của ông sau đó được liên kết với Công ước Baptist Bắc, được hình thành từ những người Báp-tít ở miền Bắc với quan hệ với các nhiệm vụ lịch sử của họ để thiết lập trường học và cao đẳng cho người tự do ở miền Nam sau Nội chiến Mỹ. Rockefeller đã tham dự các nhà thờ Baptist mỗi Chủ Nhật; khi đi du lịch, ông thường xuyên tham dự các dịch vụ tại các hội thánh Báp-tít người Mỹ gốc Phi, để lại một khoản hiến tặng đáng kể. Vì sự giàu có của Rockefeller đã tăng lên, do đó, ông đã đưa ra, chủ yếu cho các nguyên nhân về sức khỏe cộng đồng và giáo dục, mà còn cho khoa học cơ bản và nghệ thuật. Ông được khuyên là chủ yếu bởi Frederick Taylor Gates sau năm 1891, và, sau năm 1897, cũng bởi con trai.
Ông bị cáo buộc chịu ảnh hưởng bởi một cuộc họp vào năm 1893 với Swami Vivekananda, người đã thúc giục ông sử dụng nhiều hơn từ thiện của mình để giúp đỡ những người nghèo và đau khổ.
Rockefeller tin vào Phong trào Hiệu quả, lập luận rằng: "Để giúp một ngôi trường không hiệu quả, không có bệnh, không cần thiết là một sự lãng phí... rất có khả năng là đủ tiền đã bị lãng phí trong các dự án giáo dục không khôn ngoan để xây dựng một hệ thống quốc gia giáo dục đại học phù hợp với nhu cầu của chúng tôi, nếu tiền đã được chuyển hướng đến đúng mục đích đó."
Rockefeller và các cố vấn của ông đã phát minh ra khoản trợ cấp có điều kiện, yêu cầu người nhận phải "nhổ tận gốc tổ chức trong tình cảm của càng nhiều người càng tốt, với tư cách cá nhân, và sau đó có thể được tính để cung cấp cho tổ chức quyền lợi thận trọng của họ và sự hợp tác".
Năm 1884, Rockefeller cung cấp tài trợ lớn cho Chủng viện Baptist Nữ Atlanta ở Atlanta cho phụ nữ Mỹ gốc Phi, trở thành trường cao đẳng Spelman. Vợ ông Laura Spelman Rockefeller, được dành riêng cho quyền công dân và bình đẳng cho phụ nữ. John và Laura quyên góp tiền và ủng hộ Chủng viện Baptist Nữ Atlanta có nhiệm vụ phù hợp với đức tin của họ. Hôm nay được gọi là trường Cao đẳng Spelman, một trường Cao đẳng Đen hoặc Đại học Lịch sử phụ nữ (HBCU) ở Atlanta, GA., Được đặt tên theo gia đình của Laura. Gia đình Spelman, luật của Rockefeller, cùng với John Rockefeller là những kẻ phá hủy nhiệt tình trước Nội chiến và được dành riêng để hỗ trợ Đường sắt ngầm. John Rockefeller đã rất ấn tượng với tầm nhìn của nhà trường và loại bỏ khoản nợ từ trường. Tòa nhà hiện có lâu đời nhất trên khuôn viên trường Spelman, Rockefeller Hall, được đặt tên theo ông. Rockefeller cũng đã đóng góp đáng kể cho Đại học Denison và các trường cao đẳng Baptist khác.
Rockefeller trao 80 triệu đô cho Đại học Chicago dưới thời William Rainey Harper, biến một trường đại học Báp-tít nhỏ thành một tổ chức đẳng cấp thế giới vào năm 1900. Ngài cũng ban một khoản trợ cấp cho Hội truyền giáo Hoa Kỳ Báp-tít ngoại giao, Hội Truyền giáo Hoa Kỳ Báp-tít Hoa Kỳ trong việc thành lập Đại học Trung Phi, Báp-tít đầu tiên và Đại học Mỹ ở châu Á, năm 1905 ở Philippines Công giáo nặng nề.

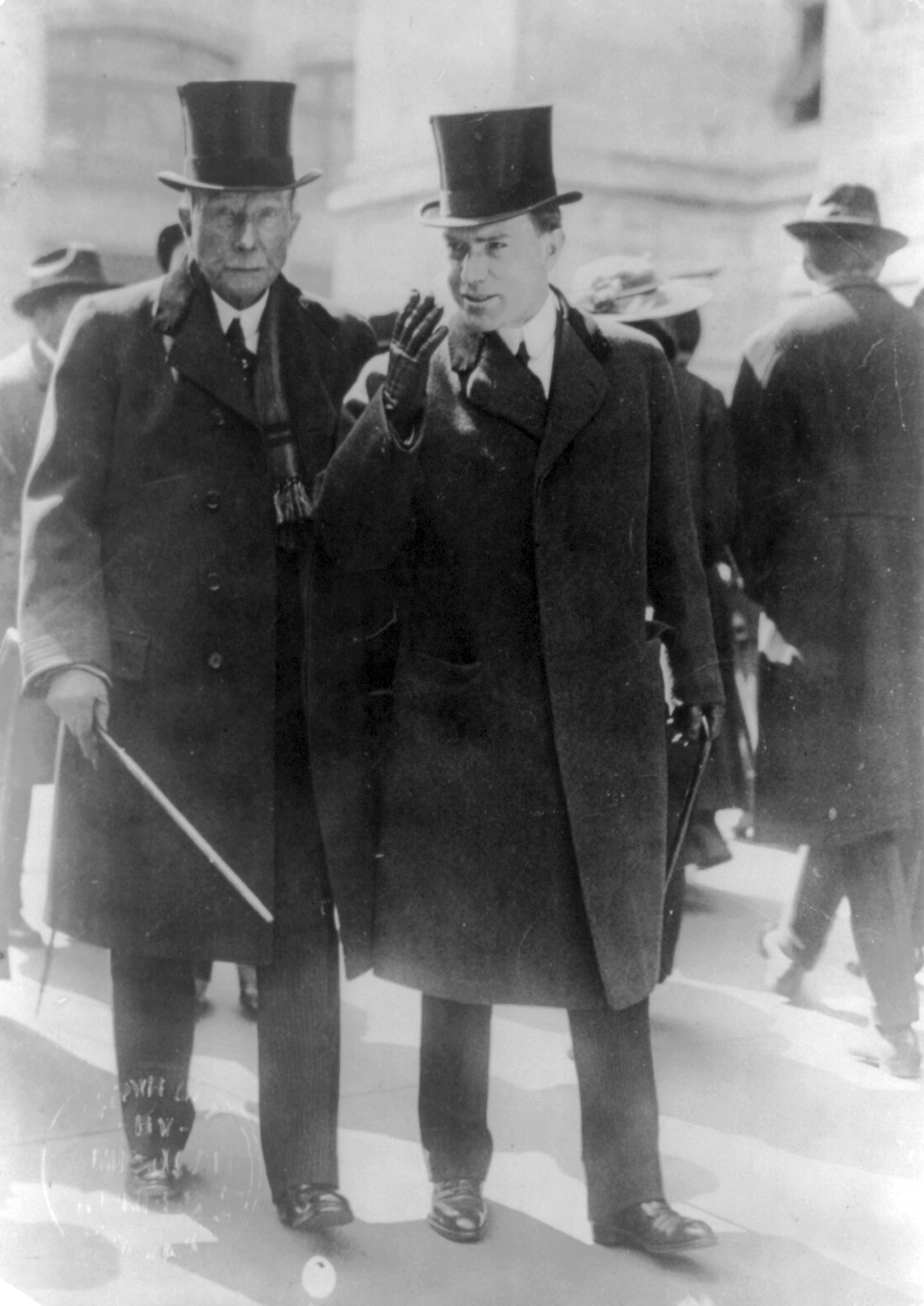
Rockefeller and his son John Jr. in 1915

Hội đồng giáo dục chung của Rockefeller, được thành lập vào năm 1903, được thành lập để thúc đẩy giáo dục ở mọi cấp độ ở khắp mọi nơi trong nước. Để phù hợp với các nhiệm vụ lịch sử của người Báp-tít, nó đặc biệt tích cực trong việc hỗ trợ các trường học da đen ở miền Nam. Rockefeller cũng hỗ trợ tài chính cho các tổ chức phương Đông như Yale, Harvard, Columbia, Brown, Bryn Mawr, Wellesley và Vassar.
Theo lời khuyên của Gates, Rockefeller đã trở thành một trong những nhà hảo tâm đầu tiên của khoa học y tế. Năm 1901, ông thành lập Viện nghiên cứu y học Rockefeller ở thành phố New York. Nó đổi tên thành Đại học Rockefeller năm 1965, sau khi mở rộng nhiệm vụ của mình để bao gồm giáo dục sau đại học. Nó tuyên bố một kết nối với 23 người đoạt giải Nobel. Ông thành lập Ủy ban Vệ sinh Rockefeller năm 1909, một tổ chức cuối cùng đã loại trừ căn bệnh giun móc, vốn từ lâu đã cản trở các vùng nông thôn của miền Nam nước Mỹ. Ban Giáo dục Tổng Quát của ông đã có tác động đáng kể bằng cách tài trợ cho các khuyến cáo của Báo Cáo Flexner năm 1910. Nghiên cứu này được thực hiện bởi Quỹ Carnegie vì Sự Tiến Bộ Giảng Dạy.
Rockefeller đã thành lập Quỹ Rockefeller năm 1913 tiếp tục và mở rộng phạm vi công việc của Ban vệ sinh, đóng cửa vào năm 1915.
Ông đã tài trợ gần 250 triệu đô la cho quỹ, tập trung vào y tế công cộng, đào tạo y khoa và nghệ thuật. Nó ban tặng cho Trường Vệ sinh và Sức khỏe Cộng đồng Johns Hopkins, người đầu tiên thuộc loại này. Nó cũng xây dựng Trường Cao đẳng Y tế Liên minh Bắc Kinh tại Trung Quốc thành một tổ chức đáng chú ý. Nền tảng đã giúp cứu trợ chiến tranh thế giới thứ nhất, và nó sử dụng William Lyon Mackenzie King of Canada để nghiên cứu quan hệ công nghiệp.
Trong thập niên 1920, Quỹ Rockefeller tài trợ cho một chiến dịch diệt trừ giun móc thông qua Ban Y tế Quốc tế. Chiến dịch này đã sử dụng sự kết hợp giữa chính trị và khoa học, cùng với sự cộng tác giữa các nhân viên y tế và các quan chức chính phủ để hoàn thành mục tiêu của mình.
Hoạt động từ thiện chính thứ tư của Rockefeller, Quỹ Tưởng niệm Laura Spelman Rockefeller, được thành lập năm 1918. Thông qua điều này, ông đã hỗ trợ công việc trong các nghiên cứu xã hội; điều này sau đó được hấp thụ vào Quỹ Rockefeller. Trong tổng số Rockefeller quyên tặng khoảng 550 triệu USD.
Rockefeller đã trở nên nổi tiếng trong cuộc sống sau này của mình cho việc thực hành cho dimes cho người lớn và nickels cho trẻ em bất cứ nơi nào ông đã đi. Anh thậm chí còn tặng cho những người giàu có như là một cử chỉ vui tươi cho những người giàu có, chẳng hạn như trùm bánh lốp Harvey Firestone.

## Nhà ở Florida
Henry Flagler, một trong những người đồng sáng lập của Standard Oil cùng với Rockefeller, đã mua Ormond Hotel vào năm 1890, nằm ở Ormond Beach, Florida, hai năm sau khi mở cửa. Flagler mở rộng nó để chứa 600 khách và khách sạn nhanh chóng trở thành một trong một loạt các khách sạn tuổi Gilded phục vụ cho hành khách trên đường sắt bờ biển phía đông của Flagler. Một trong những khách hàng của Flagler tại Ormond Hotel là đối tác kinh doanh cũ của ông John D. Rockefeller, người đầu tiên ở lại khách sạn vào năm 1914. Rockefeller thích khu vực Ormond Beach rất nhiều sau bốn mùa tại khách sạn, ông đã mua bất động sản ở Ormond Beach được gọi là The Casements. Đó sẽ là ngôi nhà mùa đông của Rockefeller trong phần sau của cuộc đời anh. Được bán bởi những người thừa kế của ông vào năm 1939, nó đã được mua bởi thành phố vào năm 1973 và bây giờ phục vụ như là một trung tâm văn hóa và là cấu trúc lịch sử nổi tiếng nhất của cộng đồng.

## Di sản

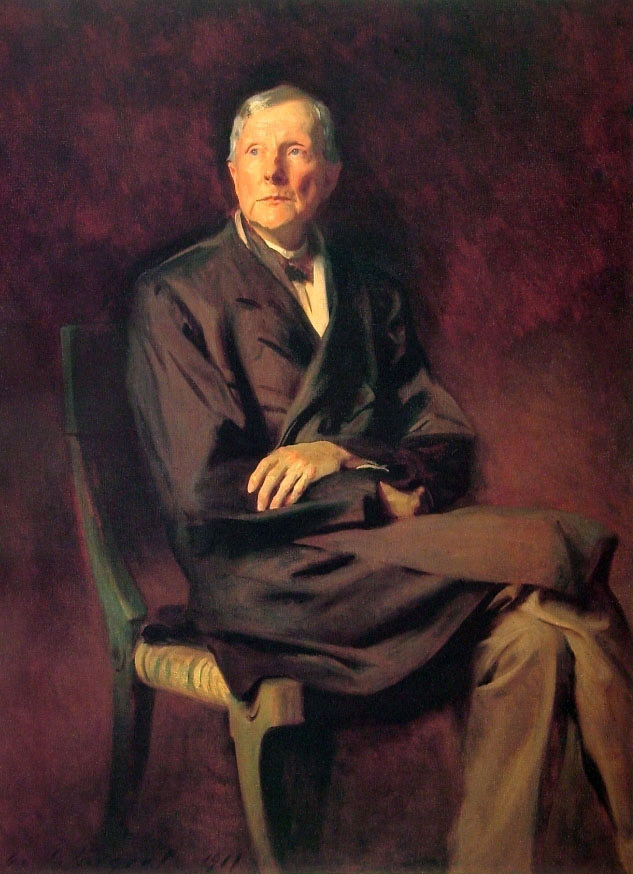
Bức tranh của John D. Rockefeller của John Singer Sargent năm 1917

Rockefeller đã có một sự nghiệp lâu dài và gây tranh cãi trong ngành công nghiệp dầu mỏ, theo sau là một sự nghiệp lâu dài trong hoạt động từ thiện. Hình ảnh của ông là một sự hợp nhất của tất cả những kinh nghiệm này và nhiều cách ông được xem bởi những người đương thời của mình. Những người đương thời bao gồm các đối thủ cũ của mình, nhiều người trong số họ đã bị hủy hoại, nhưng nhiều người trong số họ đã bán hết lợi nhuận (hoặc một cổ phần có lợi nhuận trong Standard Oil, vì Rockefeller thường cung cấp cổ phiếu của mình như là khoản thanh toán cho một doanh nghiệp), và khá một vài người trong số họ trở nên rất giàu có với vai trò là người quản lý cũng như chủ sở hữu trong Standard Oil. Họ bao gồm các chính trị gia và nhà văn, một số người trong số họ phục vụ lợi ích của Rockefeller, và một số người trong số họ đã xây dựng sự nghiệp của họ bằng cách chiến đấu với Rockefeller và "tên cướp cướp".
Người viết tiểu sử Allan Nevins, trả lời những kẻ thù của Rockefeller, kết luận:
Sự trỗi dậy của những người gây dựng Standard Oil tới phát đạt không đến từ sự thiếu đầu tư. Không giống như sự xuất hiện của ngôi sao băng, mà đã đạt được qua chặng đường hơn một phần tư thế kỷ, nhờ tinh thần can đảm mạo hiểm vào một lĩnh vực đầy rủi ro mà hầu hết các nhà tư bản lớn đều tránh né, đạt được nhờ vào lao động gian nan, và bởi kế hoạch khôn ngoan cùng tầm nhìn xa hơn so với bất kỳ tư bản công nghiệp nào khác ở Mỹ. Thời vận dầu mỏ năm 1894 không lớn hơn vận may thép, vận may ngân hàng và vận may đường sắt có được trong các thời kỳ tương tự. Nhưng xác nhận rằng các ông chủ Standard có được sự giàu có của họ bằng cách chiếm đoạt "tài sản của người khác", do đó gọi mời sự chú ý của chúng ta nhất. Chúng ta có nhiều bằng chứng cho thấy chính sách nhất quán của Rockefeller là đặt ra các điều khoản công bằng cho các đối thủ cạnh tranh để mua bán, gồm tiền mặt, chứng khoán hoặc cả hai thứ, tại các cuộc mua bán công bằng; chúng ta nhận thấy tuyên bố khách quan của một nhà sử học rằng Rockefeller đã quyết định "nhân đạo hơn đối với các đối thủ cạnh tranh" hơn là Carnegie; chúng ta có thể kết luận rằng sự giàu có của ông ta là "ít bị xáo trộn nhất trong tất cả những thời vận công nghiệp lớn nhất trong thời kỳ của ông".

Các nhà phê bình thù địch thường miêu tả Rockefeller là một kẻ phản diện với một bộ các đặc điểm xấu - tàn nhẫn, vô đạo đức và tham lam - và như một kẻ bắt nạt đã kết nối con đường thống trị của mình. Sử gia kinh tế Robert Whaples cảnh báo chống lại việc bỏ qua những bí mật của thành công kinh doanh của mình:
Không ngừng cắt giảm và cải tiến chi phí sản xuất hiệu quả, mạnh dạn đầu tư vào ngành một cách dài hạn trong khi những nhà tư bản khác tập trung thu lợi nhuận nhanh, cùng khả năng nhạy bén phát hiện và khen thưởng nhân sự có tài, khả năng giao nhiệm vụ và quản lý một đế chế đang phát triển.
Nhà viết tiểu sử Ron Chernow viết về Rockefeller:
Điều khiến ông gặp rắc rối và cũng là nguyên do khiến ông tiếp tục truyền cảm hứng cho mọi phản ứng, bởi mặt tốt lẫn mặt xấu của ông. Hiếm khi lịch sử tạo ra một nhân vật mâu thuẫn như vậy.

### Tài sản
Rockefeller phần lớn được nhớ tới là do sự giàu có của mình. Năm 1902, một cuộc kiểm toán cho thấy tài sản của Rockefeller trị giá khoảng 200 triệu USD - so với tổng GDP quốc gia là 24 tỷ đô la sau đó.
Tài sản của ông tiếp tục tăng trưởng đáng kể (phù hợp với tăng trưởng kinh tế Mỹ) sau khi nhu cầu xăng tăng vọt, cuối cùng đạt khoảng 900 triệu USD vào đêm trước của Chiến tranh thế giới thứ nhất, bao gồm lợi ích quan trọng trong ngân hàng, vận chuyển, khai thác mỏ, đường sắt và các ngành công nghiệp. Theo cáo phó New York Times, "ước tính tài sản của Rockefeller sau khi nghỉ hưu kể từ khi kinh doanh mà ông đã tích lũy gần $ 1,500,000,000 trong số lợi nhuận của Standard Oil và từ các khoản đầu tư khác của ông. Đây có lẽ là số tiền lớn nhất của cải mà bất kỳ công dân tư nhân nào cũng có thể tích lũy bằng những nỗ lực của chính mình." Vào thời điểm ông qua đời vào năm 1937, tài sản còn lại của Rockefeller, phần lớn gắn liền với tín thác gia đình vĩnh viễn, ước tính khoảng 1,4 tỷ đô la, trong khi tổng GDP quốc gia là 92 tỷ đô la. Theo một số phương pháp tính toán sự giàu có, giá trị thực của Rockefeller trong những thập kỷ cuối của cuộc đời ông sẽ dễ dàng đặt ông là người giàu có nhất trong lịch sử. Theo tỷ lệ phần trăm GDP của Hoa Kỳ, không có tài sản nào khác của Mỹ - bao gồm cả tài sản của Bill Gates hay Sam Walton - thậm chí sẽ đến gần.
Rockefeller, 86 tuổi, đã viết những từ sau đây để tổng kết cuộc đời:
I was early taught to work as well as play,

My life has been one long, happy holiday;

Full of work and full of play—

I dropped the worry on the way—

And God was good to me everyday.